# Словацкий язык
Слова́цкий язы́к (самоназвания: slovenský jazykо файле, slovenčina, slovenská reč) — язык словаков, один из славянских языков. Близок чешскому языку, с которым объединяется в чешско-словацкую подгруппу в рамках западнославянской группы языков. Является официальным языком Словацкой Республики и одним из 24 официальных языков Европейского союза. Распространён главным образом в Словакии, также носители словацкого живут в Чехии, Сербии, Венгрии, Румынии, Австрии, Хорватии, Канаде, США, Австралии, Украине и других странах. В ряде государств Центральной и Восточной Европы, в которых словаки, как правило, расселены компактно, словацкий имеет статус регионального языка.
Общее число говорящих около 5,2 млн человек (2013), из них в Словакии — 4,34 млн человек (2012).
К особенностям словацкого языка (часть из которых выделяет его среди остальных славянских языков) относят такие фонетические черты, как наличие в системе вокализма наряду с краткими долгих гласных и восходящих дифтонгов i̯a, i̯e, i̯u, u̯o, образующих долгий слог; наличие специфической фонемы /ä/ (выходящей из употребления в современном языке); распространение ритмического закона, в соответствии с которым слоги с долгими гласными (а также дифтонгами) не могут следовать друг за другом в пределах одного слова; в системе консонантизма — употребление долгих и кратких слогообразующих сонорных [l̥], [l̥̄], [r̥], [r̥̄], выступающих функциональными эквивалентами гласных; утрата палатализованных согласных, наличие двух типов l (переднеязычной l и палатальной ľ) и т. д.
Из присущих словацкому черт морфологии отмечаются такие, как наличие окончания -ovia у одушевлённых существительных в форме именительного падежа множественного числа; распространение окончания -m у всех глаголов настоящего времени в форме 1-го лица единственного числа и т. д.
В словацком языке выделяются три диалекта (или диалектные группы): западнословацкий, среднесловацкий и восточнословацкий.
До XVIII века литературным языком словаков был чешский язык, в середине XIX века был кодифицирован словацкий литературный язык — главным образом на базе среднесловацкого диалекта.
В истории словацкого литературного языка выделяют ранний (до 1000 года), долитературный (1000—1787 годы) и литературный (с 1787 года) периоды. В основе письменности лежит латинская графика. Самые ранние памятники собственно словацкой письменности датируются концом XV—XVI веками, при этом словакизмы встречаются в чешских, немецких и латинских памятниках более раннего периода.

## О названии
Самоназвания словацкого народа (Slovák «словак», Slovenka «словачка») и словацкого языка (slovenský jazyk, slovenčina, slovenská reč) имеют общеславянские корни. Слово Slovák образовано заменой суффикса в слове праслав. *slověninъ «славянин», а Slovenka напрямую восходит к праслав. *slověnъka «славянка».
Похожее самоназвание имеет ещё один славянский язык — словенский (slovenski jezik, slovenščina).
Варианты названия словацкого в других языках: англ. Slovak, нем. Slowakisch, фр. le slovaque. Кроме того, известен такой устаревший лингвоним, как «венгеро-словенский язык».

## Лингвогеография

### Ареал и численность

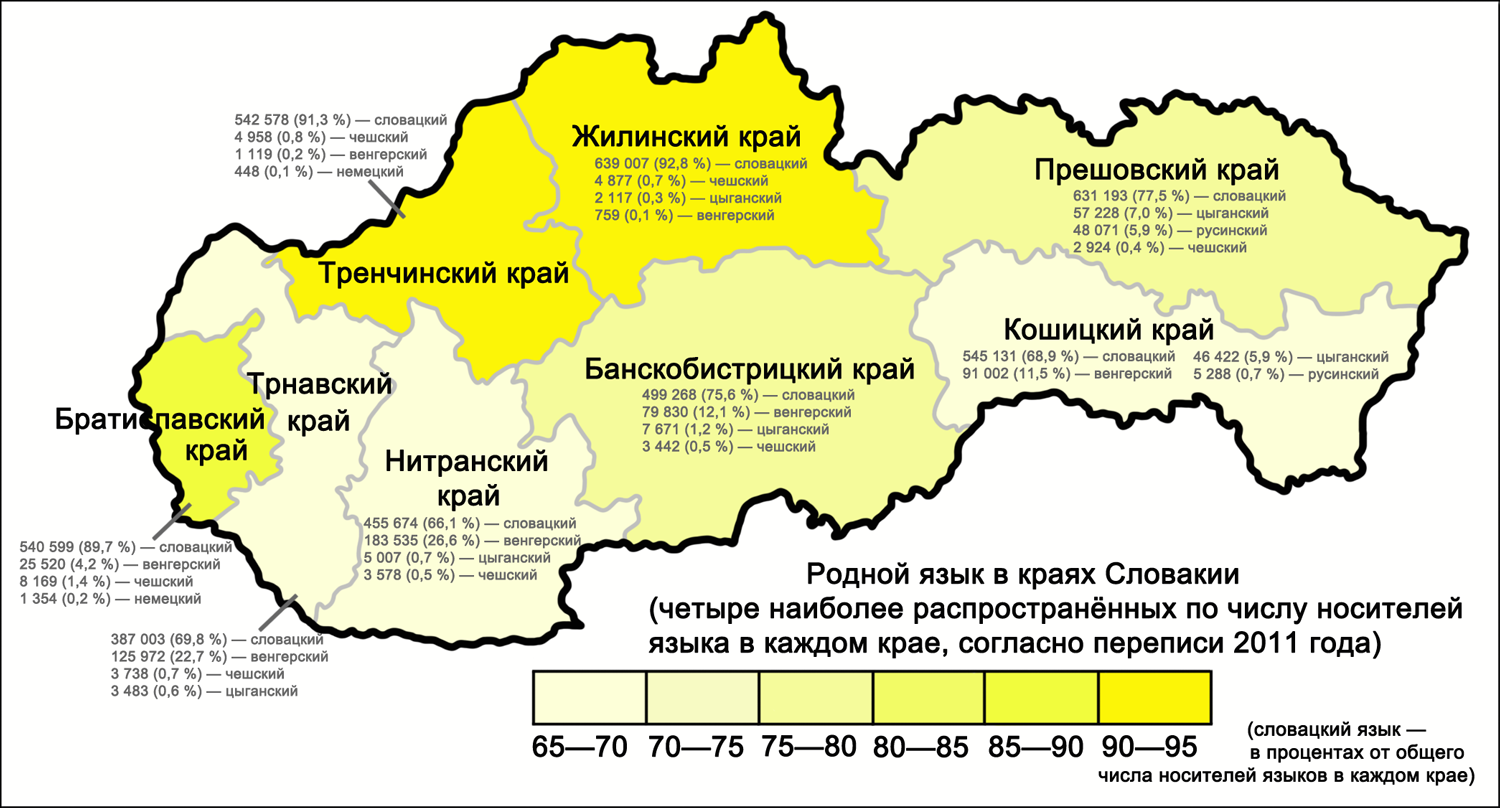
Распространение словацкого языка в Словакии

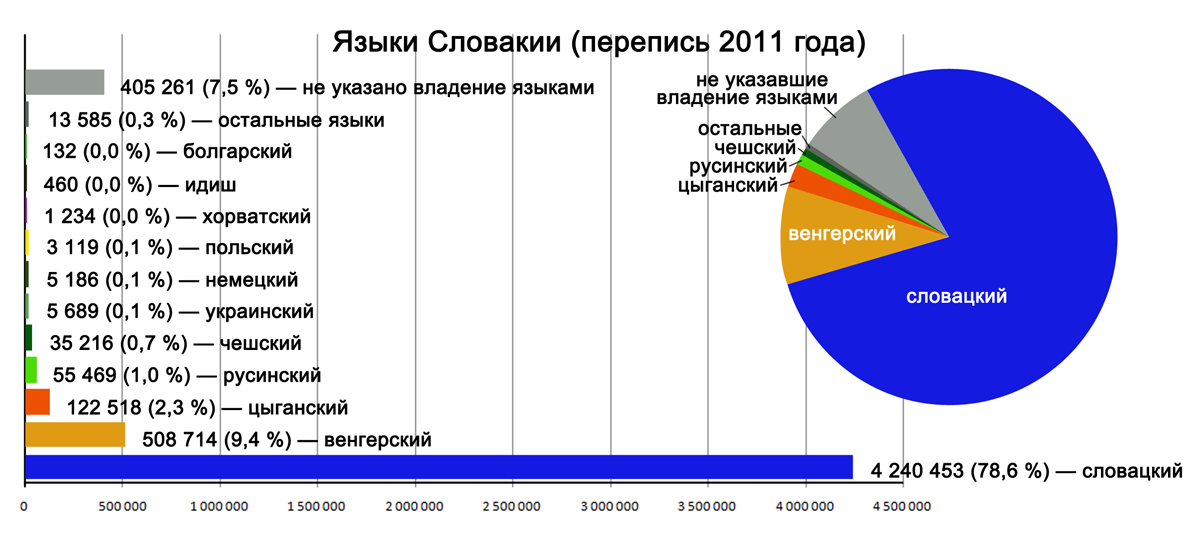
Словацкий язык среди остальных языков Словакии

По числу носителей словацкий язык занимает третье место среди западнославянских языков после польского и чешского.
Основной ареал словацкого языка — территория Республики Словакии. Согласно переписи, проведённой в Словакии в 2011 году, в качестве родного языка словацкий назвали 4 240 453 человека (78,6 % населения страны), за словацким следуют — венгерский (508 714; 9,4 %), цыганский (122 518; 2,3 %) и русинский (55 469; 1,0 %). При этом в общественной жизни словацкий используют 4 337 695 жителей Словакии (80,4 %), в качестве языка домашнего общения словацкий указали 3 954 149 человек (73,3 %). Подавляющее большинство носителей словацкого языка — этнические словаки. К этому этносу в Словакии отнесли себя 4 352 775 человек (80,7 %).
Носители словацкого языка проживают также на части территорий соседних государств, которые вместе со Словакией некогда входили в состав Венгерского королевства: в Венгрии (9888 из 29 647 венгерских словаков назвали словацкий родным, всего на нём в Венгрии говорят 16 266 человек, 2011) и на Украине — прежде всего, в районах Закарпатья (2633 из 6397 словаков). Помимо этого, на словацком говорят жители ряда других территорий бывшего Венгерского королевства, не граничащих со Словакией: жители Румынии — в основном, в районах Трансильвании и Баната (12 574 из 13 654 словаков назвали словацкий родным, всего на нём в Румынии говорят 12 802 человека, 2011), жители Сербии — прежде всего, в автономном крае Воеводина (49 796 из 52 750 сербских словаков назвали словацкий родным, при этом в Воеводине проживают 47 760 носителей словацкого из 50 321 словака, 2011), и Хорватии — в основном, на востоке страны — в Вуковарско-Сремской и Осиецко-Бараньской жупаниях (3792 из 4753 хорватских словаков, 2011).

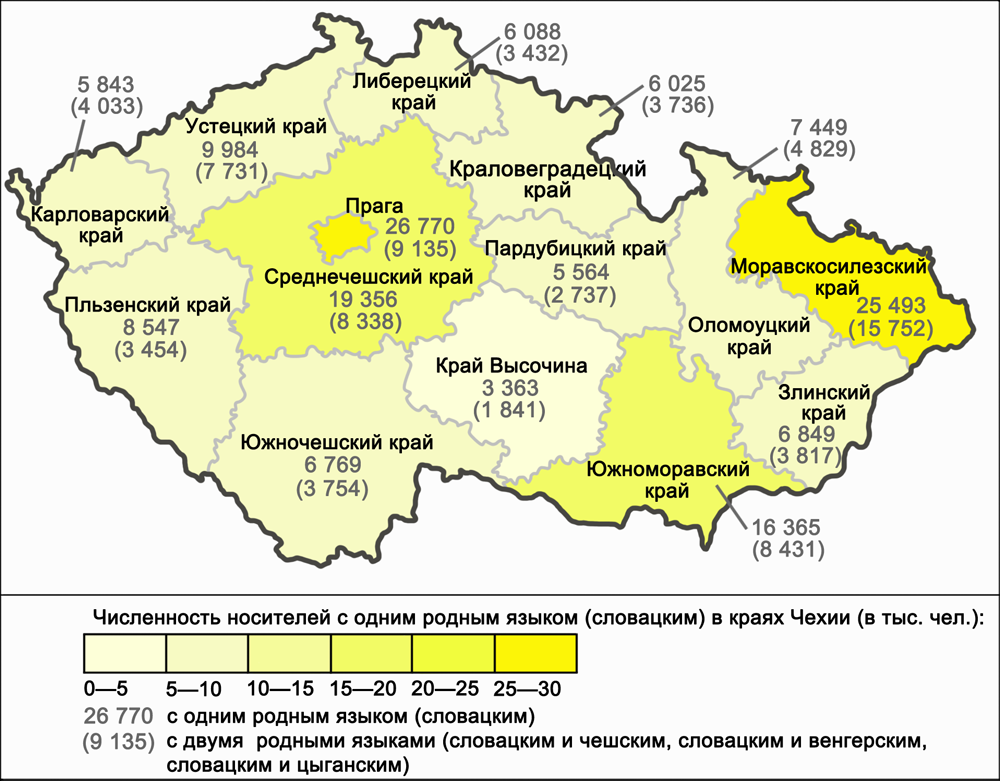
Распространение словацкого языка в Чехии

Кроме того, носители словацкого живут в ряде районов соседних со Словакией Австрии и Чехии, которые некогда объединяла в своём составе Австро-Венгерская империя (а вместе с Чехией Словакия была объединена позднее в едином Чехословацком государстве большую часть XX века). Так, в Чехии живут, по данным переписи 2011 года, 235 475 носителей словацкого как родного языка, представляя самую большую словакоговорящую диаспору в мире. Словаки расселены в Чешской Республике, как правило, дисперсно, исключение составляет область Моравская Словакия, жители которой имеют чешское самосознание, но их говоры ряд исследователей относит к словацкому языку. В Австрии живут 10 234 говорящих на словацком, 2001.
В соседней Польше 765 граждан говорят на словацком языке, из них в качестве родного словацкий в 2011 году указали 648 польских словаков.
Кроме Словакии, граничащих с ней государств и некоторых территорий бывшей Австро-Венгрии, словацкий язык распространён среди словацких иммигрантов и их потомков в странах Западной Европы, в странах Америки, в том числе в США (общая численность словаков в этой стране определяется в 510 тысяч человек, но активно владеет словацким сравнительно небольшая часть словацкой диаспоры, 2000) и в Канаде (17 580 человек, 2011). На словацком говорят в Австралии (4990 из более чем 10 000 словаков, 2011), в России (1445 носителя языка, из которых 324 словака, 2010), а также в других странах.

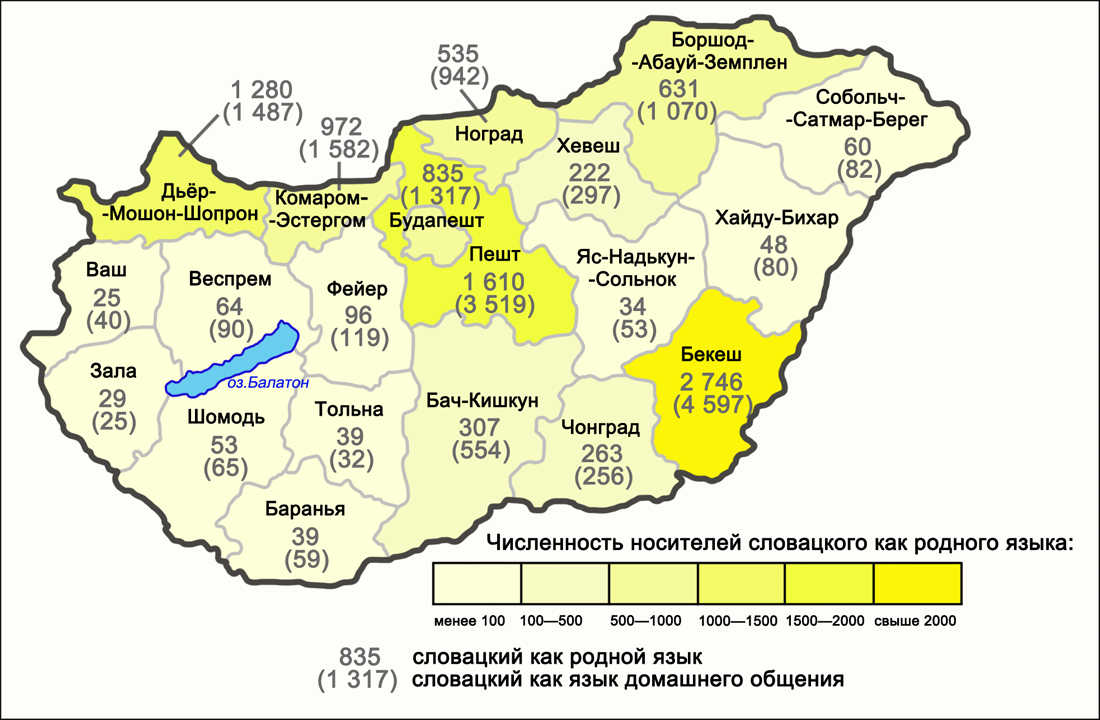
Распространение словацкого языка в Венгрии

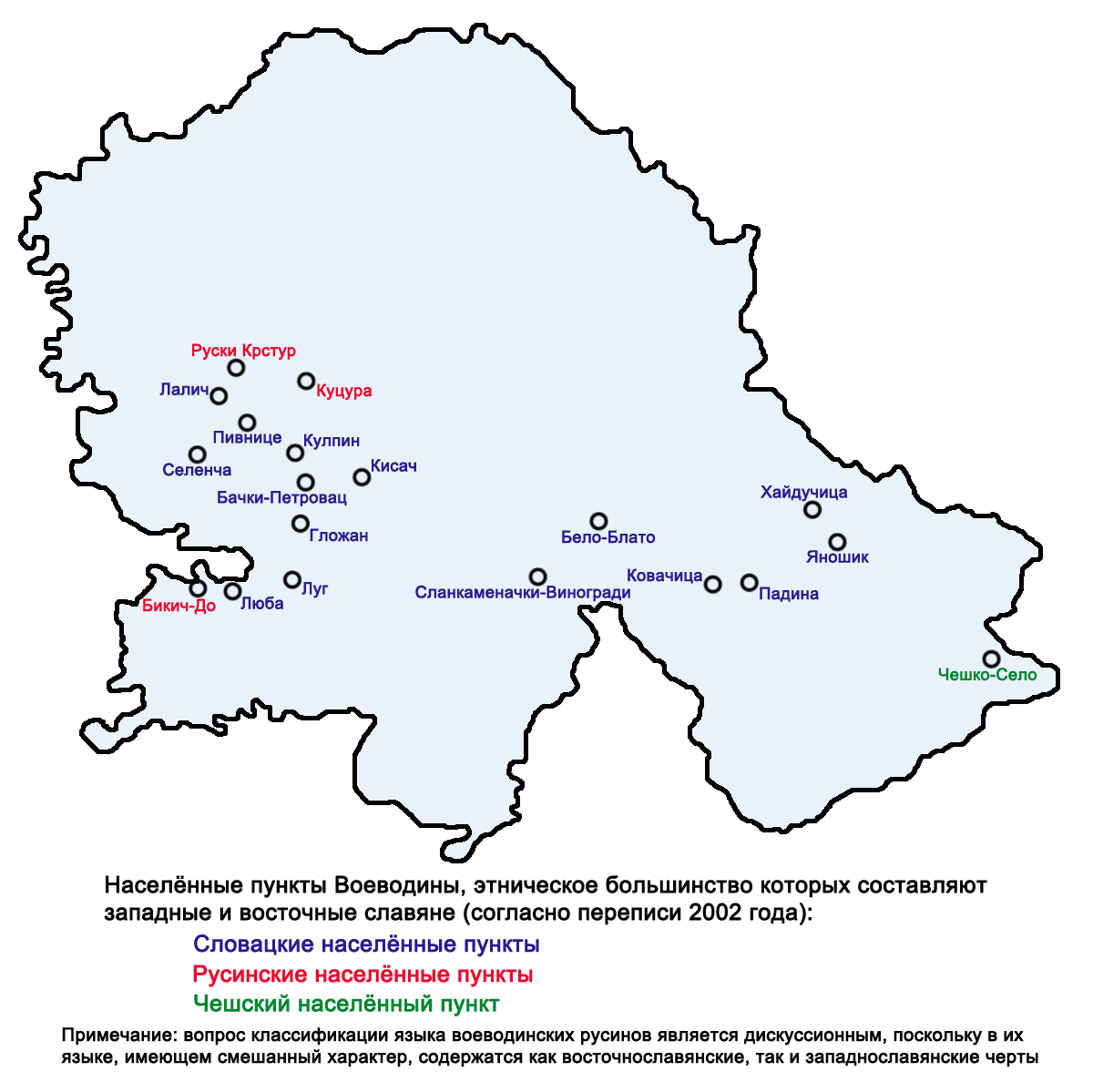
Словацкие населённые пункты в Воеводине (Сербия)

Расселение самой крупной диаспоры словаков в США

Словацкий язык за рубежом употребляется как в литературной, так и в диалектной формах. Словацкие говоры распространены в частности в Венгрии, Румынии, Сербии, на Украине и в других странах. Как правило, словацкие говоры за границей являются неоднородными. Так, например, в Закарпатской области Украины представлены такие смешанные говоры, как абовско-шаришско-земплинские, земплинско-абовско-шаришские, земплинско-ужские, ужско-сотацкие и другие. Использование говоров восточнословацкого диалекта или их влияние на словацкий литературный язык, в том числе и в печати, отмечалось среди словаков в США на рубеже XIX—XX веков.
Всего численность говорящих на словацком языке в мире составляет более 5,2 млн человек (по другим данным — от 5,0 до 5,5 млн человек). Из них более 1 млн словаков (из которых активно пользуются словацким языком 0,4 млн человек), проживают за пределами Словакии.
По итогам переписи и оценочным данным в различных государствах, численность владеющих словацким языком составила:
| Страны мира | численность (чел.) | год переписи (оценки) |
| ----------- | ------------------ | --------------------- |
| Чехия       | 235 475            | 2011                  |
| Сербия      | 49 796             | 2011                  |
| Канада      | 17 580             | 2011                  |
| Венгрия     | 16 266             | 2011                  |
| Румыния     | 12 802             | 2011                  |
| Австрия     | 10 234             | 2001                  |
| Австралия   | 4990               | 2011                  |
| Хорватия    | 3792               | 2011                  |
| Украина     | 2633               | 2001                  |
| Россия      | 1445               | 2010                  |
| Польша      | 765                | 2011                  |

### Социолингвистические сведения
Словацкий язык является единственным государственным языком Словацкой Республики и одним из 24 официальных языков Европейского Союза (с 2004 года). На территории Словакии словацкий язык используется во всех сферах общественной жизни. Он является языком административного управления, законодательства, судопроизводства, науки, образования, культуры и т. д. Он преобладает также и в общении в быту.
За пределами Словакии функции словацкого языка ограничиваются, как правило, семейным общением и, реже, культурной жизнью. В ряде стран (в Болгарии, Венгрии, Германии, Польше, России, Румынии, Сербии, США, Чехии, Швеции, на Украине и в других странах) словацкий преподают в школах и изучают в научных учреждениях.

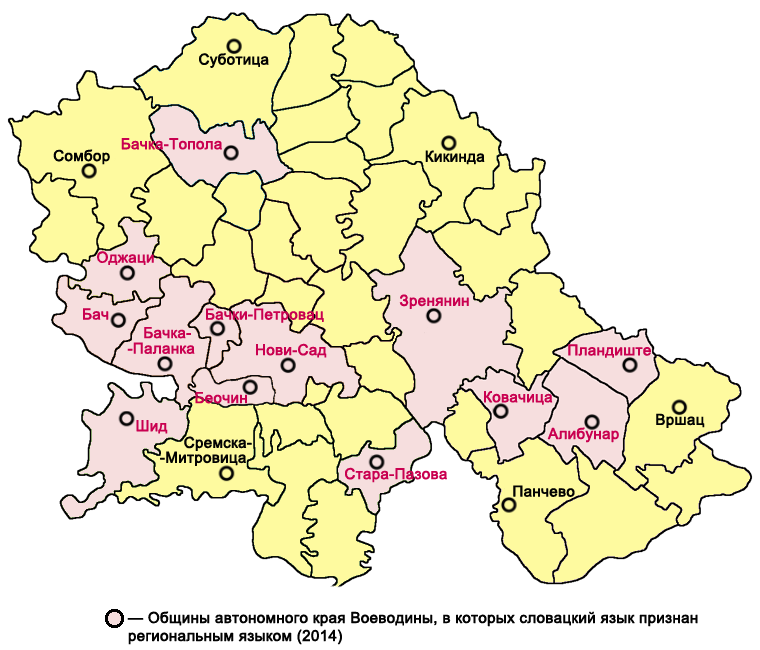
Общины в Воеводине, в населённых пунктах которых словацкий признан региональным языком

В тех европейских странах, на части территорий которых живут представители словацкого национального меньшинства и традиционно используют свой родной язык, словацкий получил статус языка национальных меньшинств или регионального языка (согласно положениям Европейской хартии региональных языков): в Австрии, Боснии и Герцеговине, Венгрии, Польше, Румынии, Сербии, Хорватии, Чехии и на Украине. В некоторых из этих стран закон о региональном языке распространяется в определённой области государства (с компактным расселением носителей словацкого языка). Так, в Австрии этот закон действует в федеральной земле Вена. В Сербии словацкий язык получил функции официального в ряде общин Бачки (Бачка-Топола, Оджаци, Бач, Бачки-Петровац, Нови-Сад), южной части сербского Баната (Алибунар, Ковачица, Зренянин) и в двух общинах Срема (Шид и Стара-Пазова). В то же время в Чехии, где словаки расселены дисперсно, положение о региональных языках распространяется на словацкий язык по всей территории Чешской Республики.
Как литературный язык словацкий оформился сравнительно поздно — ко второй половине XIX века. В IX—X веках часть славян Великоморавского государства, жившая на территории современной Словакии, использовала в качестве письменного старославянский язык. В Средние века в качестве литературного языка словаки использовали латинский язык (на нём, в частности, создавал свои произведения поэт-гуманист XVI века Мартин Раковский), а с XV века широкое распространение среди словаков получил также чешский язык. Формирование литературной нормы словацкого языка началось с середины XVIII века; окончательный же её вариант, близкий современному словацкому литературному языку, был принят во второй половине XIX века. В создании литературного стандарта словаки опирались на разговорную и письменную традицию XVI—XVIII веков (культурные интердиалекты), в которой объединялись черты словацких диалектов и чешского литературного языка. Полноценному развитию словацкой литературной нормы препятствовало то, что словаки длительное время не имели своей государственности: до 1918 года словацкие земли входили в состав Австро-Венгрии. Только в XX веке произошли изменения, способствующие развитию и расширению сфер функционирования литературного словацкого языка — вхождение Словакии в состав сначала Чехословацкой Республики с 1918 по 1939 годы; затем — в состав Словацкой Республики (1939—1945 годы); Чехословацкой Республики (1945—1960 годы); Чехословацкой Социалистической Республики (1960—1989 годы); Чешской и Словацкой Федеративной Республики (1990—1992 годы). В составе общего с чехами государства словацкий был объявлен одним из двух официальных языков наряду с чешским. В 1993 году, после провозглашения Словакией независимости, словацкий язык стал единственным официальным языком этого государства.
В словацком языке не завершился процесс формирования единых норм разговорного языка, поэтому в разных регионах Словакии при взаимодействии литературного языка и диалектов складываются разнообразные варианты разговорной речи, в разной степени отличающиеся от литературной нормы. При этом разговорная речь одного региона объединяется сходными чертами и противопоставляется разговорной речи других регионов, в связи с чем ряд исследователей словацкого языка констатируют появление трёх субстандартных вариантов словацкого разговорного языка в Западной, Средней и Восточной Словакии.
Вопросы политики и стратегии в сферах, затрагивающих словацкий язык как государственный, регулирует Отдел государственного языка Министерства культуры Словацкой Республики.

### Диалекты
Диалекты словацкого языка группируются в три крупных территориальных объединения (диалекта или диалектных группы), получивших названия в соответствии с регионом их распространения: западнословацкий диалект, среднесловацкий диалект и восточнословацкий диалект. Все они образуют единый непрерывный диалектный континуум. Наиболее выразительными языковыми различиями, по которым выделяются словацкие диалекты, являются: наличие / отсутствие долгих гласных; реализация / отсутствие ритмического закона; позиции палатализации парных согласных по твёрдости / мягкости перед гласным e. Важное значение имеют также праславянские рефлексы, особенно для установления генетической основы ряда говоров в переходных между диалектами зонах: рефлексы сочетаний *orT, *olT не под акутовым ударением; рефлексы сочетания dl; изменения согласного x по второй палатализации и т. д. Западнословацкий диалект отличается наличием фонологически долгих гласных; отсутствием ритмического закона и отсутствием или же наличием в основном только одной пары согласных по твёрдости / мягкости (n — ň) с палатализацией согласных перед e из ě или ę.
Для среднесловацкого диалекта свойственны наличие фонологически долгих гласных (собственно долгих гласных и дифтонгов); реализация закона ритмического сокращения и наличие четырёх пар согласных по твёрдости / мягкости (t — ť, d — ď, n — ň, l — ľ) с палатализацией согласных перед e любого происхождения (как перед e < ě, так и перед e исконным, за исключением единичных случаев e < ь).
В восточнословацком диалекте отсутствуют долгие гласные и, соответственно, отсутствует закон ритмического сокращения слога; t’ и d’ в восточнословацких говорах подверглись ассибиляции, выделяются следующие пары согласных по твёрдости / мягкости: n — ň, l — ľ, s — ś и z — ź.

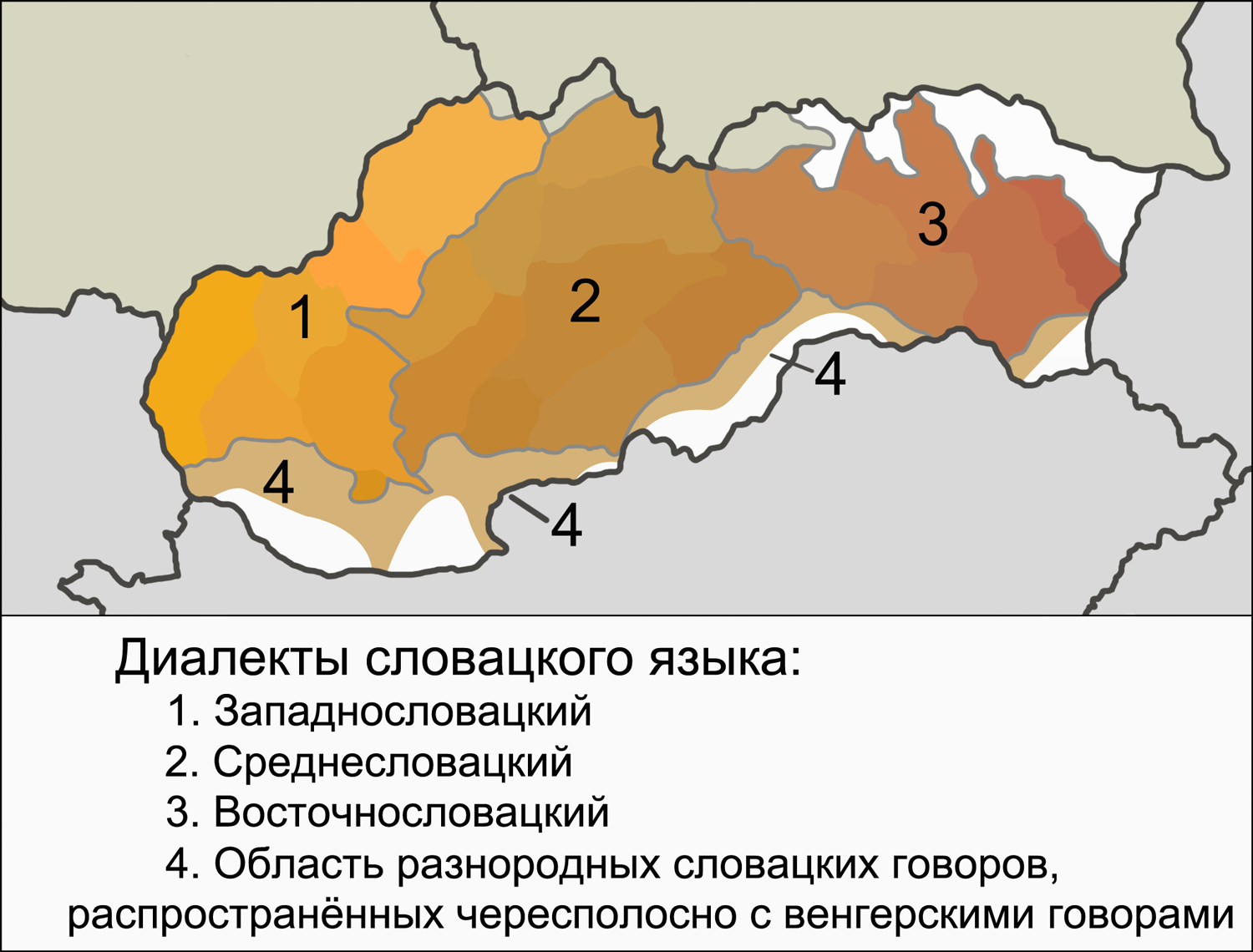
Диалекты словацкого языка

Говоры словацкого языка, входящие в состав трёх диалектов, объединяются по степени близости в группы говоров:
- Западнословацкий диалект[51]:
  - северные говоры: верхнетренчинские, нижнетренчинские и поважские;
  - юго-восточные говоры: средненитранские и нижненитранские;
  - юго-западные говоры: загорские и трнавские.
- Среднесловацкий диалект[52]:
  - северные говоры: липтовские, турчанские, оравские и верхненитранские;
  - южные говоры: зволенские, гонтянские (гонтские), тековские, новоградские и гемерские.
- Восточнословацкий диалект[53]:
  - западные говоры: спишские и абовские;
  - центральные говоры: шаришские и земплинские;
  - восточные говоры: сотацкие и ужские.

Существует и более дробное деление словацких говоров. Так, например, в составе гемерских говоров выделяются западногемерские, восточногемерские, среднегемерские и верхнегронские говоры; в составе земплинских — верхнеземплинские, среднеземплинские и нижнеземплинские говоры и т. д.
Говоры в составе групп могут быть дифференцированы по-иному в разных классификациях; иначе могут быть сгруппированы говоры в пределах диалектов, в частности, на карте И. Рипки (I. Ripka) западнословацкий диалект разделён на северную и южную группы говоров, а восточнословацкий диалект — на западную и восточную группы говоров. Некоторые словацкие диалектологи придерживаются особой терминологии. Так, например, Р. Крайчович выделяет в словацком языке макроареалы западнословацких, среднесловацких и восточнословацких диалектов (makroareál nárečí), в составе макроареалов выделяет диалектные регионы (nárečový región, regionálny areál) и в них, в свою очередь, — основные (základný areál) и переходные ареалы (pomedzný areál) диалектов (nárečíe), в которых могут быть выделены несамостоятельные единицы — районы (rajón) и анклавы (enkláv).
Словацкие говоры за рубежом формировались, как правило, в результате переселения словаков из разных диалектных регионов и поэтому имеют смешанный характер. Некоторые исследователи словацкого языка к числу словацких диалектов относят также восточноморавские (моравско-словацкие) диалекты на востоке Чехии, которые являются естественным продолжением западнословацкого диалекта, а также горальские (польско-словацкие) говоры на севере Словакии у границы с Польшей. Вероятно, восточнословацкую основу (с сильным восточнославянским влиянием) имеют смешанные югославорусинские (южнорусинские, паннонско-русинские) говоры (существует мнение и о закарпатско-украинском их происхождении).
Значительная диалектная дробность словацкого языка может объясняться как относительной изоляцией той или иной словацкой области в условиях занимающей бо́льшую часть территории Словакии горной местности, так и миграциями словацкого населения, приводившими к смешению диалектных типов, и контактами тех или иных словацких говоров с другими языками (славянскими и неславянскими).
Согласно точке зрения современной словакистики, различия между словацкими диалектами были заложены изначально в эпоху праславянского языка. Основой современных диалектных групп словацкого языка стали генетически разнородные праславянские диалекты, среди которых наиболее близкими между собой были празападнословацкий и правосточнословацкий, по наличию ряда южнославянских черт им был противопоставлен прасреднесловацкий диалект. В процессе развития прасловацких диалектов для них были характерны языковые явления как дивергентного, так и конвергентного характера. Так, в VIII—IX веках отмечались языковые изменения, сближавшие прасловацкие диалекты, а в X—XI веках (в период распада праславянского языка) — изменения, разделявшие их. Процессы дивергентного характера возникли в этот период вследствие изначальной неоднородности прасловацких диалектов, в результате чего у них развились разные по качеству рефлексы редуцированных; по-разному осуществилась контракция; сформировался, либо не сформировался ритмический закон. Кроме того, дифференциация прасловацких диалектов усиливалась с различным характером изменений, связанных с новым акутом. В XII—XIII веках диалектные различия возникали в результате таких по-разному протекавших (либо не осуществившихся в каком-либо из диалектов) процессов, как дифтонгизация долгих гласных, ассибиляция согласных ť и ď; изменение билабиальной w в лабиодентальную v и т. д. Некоторые из этих языковых процессов охватывали ареал того или иного диалекта не полностью, что способствовало обособлению внутри диалектов групп говоров. В XIV—XV веках процесс формирования основных диалектных различий практически завершается. В этот период происходит общая для словацких диалектов утрата парных мягких согласных и резкое обособление восточнословацкого диалекта. С XV века отмечаются процессы взаимовлияния диалектов с образованием разного рода переходных говоров, а также изменения, связанные с воздействием на словацкие говоры неславянских языков. Значительную роль в формировании отдельных групп говоров сыграло их обособление в пределах того или иного комитата феодального Венгерского королевства (в составе которого этническая территория словаков находилась длительное время со второй половины X по начало XX века).
В разговорной речи носителей словацкого языка устойчиво сохраняются диалектные особенности того или иного словацкого региона. Диалекты в качестве основного средства устного бытового общения используются прежде всего жителями сельской местности, в то же время диалектные черты часто встречаются и в разговорном языке городского населения. Наиболее близка литературному языку речь жителей Средней Словакии, так как в основе литературной нормы лежат фонетические и грамматические элементы среднесловацкого диалекта. Менее схожи с литературным языком говоры восточнословацкого диалекта.
Помимо устного общения, диалектные формы нередко используются в словацкой литературе (в том числе и современной); диалектные особенности в текстах (прежде всего, в разговорной речи) применяют для характеристики персонажей и создания своеобразного местного колорита. Так, например, среднесловацкие черты встречаются в рассказах Яна Боденека, стилизация восточнословацкой речи отмечается в рассказах Милки Зимковой, черты загорских говоров западнословацкого диалекта — в творчестве Штефана Моравчика — более того, Штефан Моравчик перевёл на загорский говор пьесу Йозефа Грегор-Тайовского «Женский закон» (Ženský zákon) — она ставилась на сцене Загорского театра в городе Сеница. Выпускается литература и собственно на диалектах, в частности, издательство «Валал» с 2010 года начало издавать литературу на восточнословацком диалекте.

## Письменность
В словацком алфавите используются латинские буквы (строчные и прописные), некоторые из которых имеют диакритические знаки:
- знак ´ (акут) применяется для обозначения долгих гласных: á (zámka «замок»); é (diéta «диета»); í (blížny «ближний»); ó (kópia «копия»); ú (súčet «сумма»); ý (nový «новый»); а также для обозначения слогообразующих сонорных согласных: ŕ (vŕba «верба») и ĺ (stĺp «столб»);
- знак ˆ (циркумфлекс) над буквой o (ô) используется для обозначения дифтонга /u̯o/: nôž «нож»; stôl «стол»;
- знак ¨ (умлаут) над буквой a (ä) обозначает так называемое «широкое открытое [e]»: najmä «главным образом»; mäkký «мягкий»;
- знак ˇ (гачек) употребляется для обозначения шипящих согласных /š/, /ž/, /č/ и /ǯ/ (в диграфе dž): šesť «шесть»; dážď «дождь»; čas «время»; džez «джаз»; для обозначения мягких согласных /n’/ (ň) и /ť/, /ď/ (только для заглавных букв Ď и Ť): kôň «конь»; Ťanšan Тянь-Шань; Ďaleký východ Дальний Восток (перед графемами e и i, í мягкость /n’/, /ť/ и /ď/ не обозначается)[γ][64];
- знак ’ (апостроф) обозначает мягкость согласных /ť/, /ď/ (только для строчных букв) и /ľ/, кроме позиций перед буквами e и i, í[γ][64]: byť «быть»; ďateľ «дятел»; ľúbiť «любить».

Каждой фонеме словацкого языка, как правило, соответствует одна буква, исключение составляют только диграфы dz, dž и ch, передающие на письме фонемы /ʒ/, /ǯ/ и /x/, и диграфы ia, ie, iu, применяемые для обозначения дифтонгов /i̯a/, /i̯e/ и /i̯u/. Всего словацкий алфавит включает 46 букв:
| буква | словацкое название | основной аллофон (МФА) | другие аллофоны |
| ----- | ------------------ | ---------------------- | --------------- |
| A a   | á                  | [a]                    |                 |
| Á á   | dlhé á             | [aː]                   |                 |
| Ä ä   | široké e           | [æ]                    |                 |
| B b   | bé                 | [b]                    | [p]             |
| C c   | cé                 | [t͡s]                   | [d͡z]            |
| Č č   | čé                 | [t͡ʃ]                   | [d͡ʒ]            |
| D d   | dé                 | [d]                    | [t]             |
| Ď ď   | ďé                 | [ɟ]                    | [c]             |
| Dz dz | dzé                | [d͡z]                   | [t͡s]            |
| Dž dž | džé                | [d͡ʒ]                   | [t͡ʃ]            |
| E e   | é                  | [ɛ]                    |                 |
| É é   | dlhé é             | [ɛː]                   |                 |
| F f   | ef                 | [f]                    |                 |
| G g   | gé                 | [g]                    | [k]             |
| H h   | há                 | [ɦ]                    | [x]             |
| Ch ch | chá                | [x]                    |                 |
| I i   | í                  | [i]                    |                 |
| Í í   | dlhé í             | [iː]                   |                 |
| J j   | jé                 | [j]                    |                 |
| K k   | ká                 | [k]                    | [g]             |
| L l   | el                 | [l]                    |                 |
| Ĺ ĺ   | dlhé el            | [lː]                   |                 |
| Ľ ľ   | eľ                 | [ʎ]                    |                 |

| буква | словацкое название | основной аллофон (МФА) | другие аллофоны |
| ----- | ------------------ | ---------------------- | --------------- |
| M m   | em                 | [m]                    |                 |
| N n   | en                 | [n]                    |                 |
| Ň ň   | eň                 | [ɲ]                    |                 |
| O o   | ó                  | [ɔ]                    |                 |
| Ó ó   | dlhé ó             | [ɔː]                   |                 |
| Ô ô   | o s vokáňom        | [u̯ɔ]                   |                 |
| P p   | pé                 | [p]                    | [b]             |
| Q q   | kvé                | [kv]                   |                 |
| R r   | er                 | [r]                    |                 |
| Ŕ ŕ   | dlhé er            | [rː]                   |                 |
| S s   | es                 | [s]                    | [z]             |
| Š š   | eš                 | [ʃ]                    | [ʒ]             |
| T t   | te                 | [t]                    | [d]             |
| Ť ť   | ťé                 | [c]                    | [ɟ]             |
| U u   | ú                  | [u]                    |                 |
| Ú ú   | dlhé ú             | [uː]                   |                 |
| V v   | vé                 | [v]                    | [f]             |
| W w   | dvojité vé         | [v]                    | [f]             |
| X x   | iks                | [ks]                   | [gz]            |
| Y y   | ypsilon            | [i]                    |                 |
| Ý ý   | dlhý ypsilon       | [iː]                   |                 |
| Z z   | zet                | [z]                    | [s]             |
| Ž ž   | žet                | [ʒ]                    | [ʃ]             |

Буквы x ([ks], [gz]), q ([kv]), ó и w употребляются только в словах иностранного происхождения.
Как и в чешском языке, в словацком графемы i, í и y, ý передают фонемы /ɪ/ и /iː/ по этимологическому принципу — i и í пишутся на месте праславянского *i, а y и ý — на месте праславянского *y (ɨ).

## История языка

### Периодизация истории
В истории словацкого литературного языка выделяют следующие периоды:
1. Ранний период (до 1000 года):
  - довеликоморавский период (до 845 года);
  - великоморавский период (845—900 годы);
  - послевеликоморавский период (900—1000 годы).
2. Долитературный период (1000—1787 годы):
  - старший период (XI—XV века);
  - младший период (XVI—XVIII века).
3. Литературный период (с 1787 года):
  - бернолаковский период (1787—1843 годы);
  - штуровский период (1843—1852 годы);
  - реформенный период (1852—1863 годы);
  - матичный период (1863—1875 годы);
  - мартинский период (1875—1918 годы);
  - межвоенный период (1918—1940 годы);
  - современный период (с 1940 года).

Ранний этап истории формирования и развития словацкого языка Р. Крайчович разделяет на три периода: послемиграционный (VI—VII века) — образование прасловацкого ареала из диалектов как западнославянского, так и незападнославянского происхождения; интеграционный (VIII—IX века) — единые языковые процессы во всём прасловацком ареале; конститутивный (X—XI века) — формирование словацкого как самостоятельного языка.

### До XI века

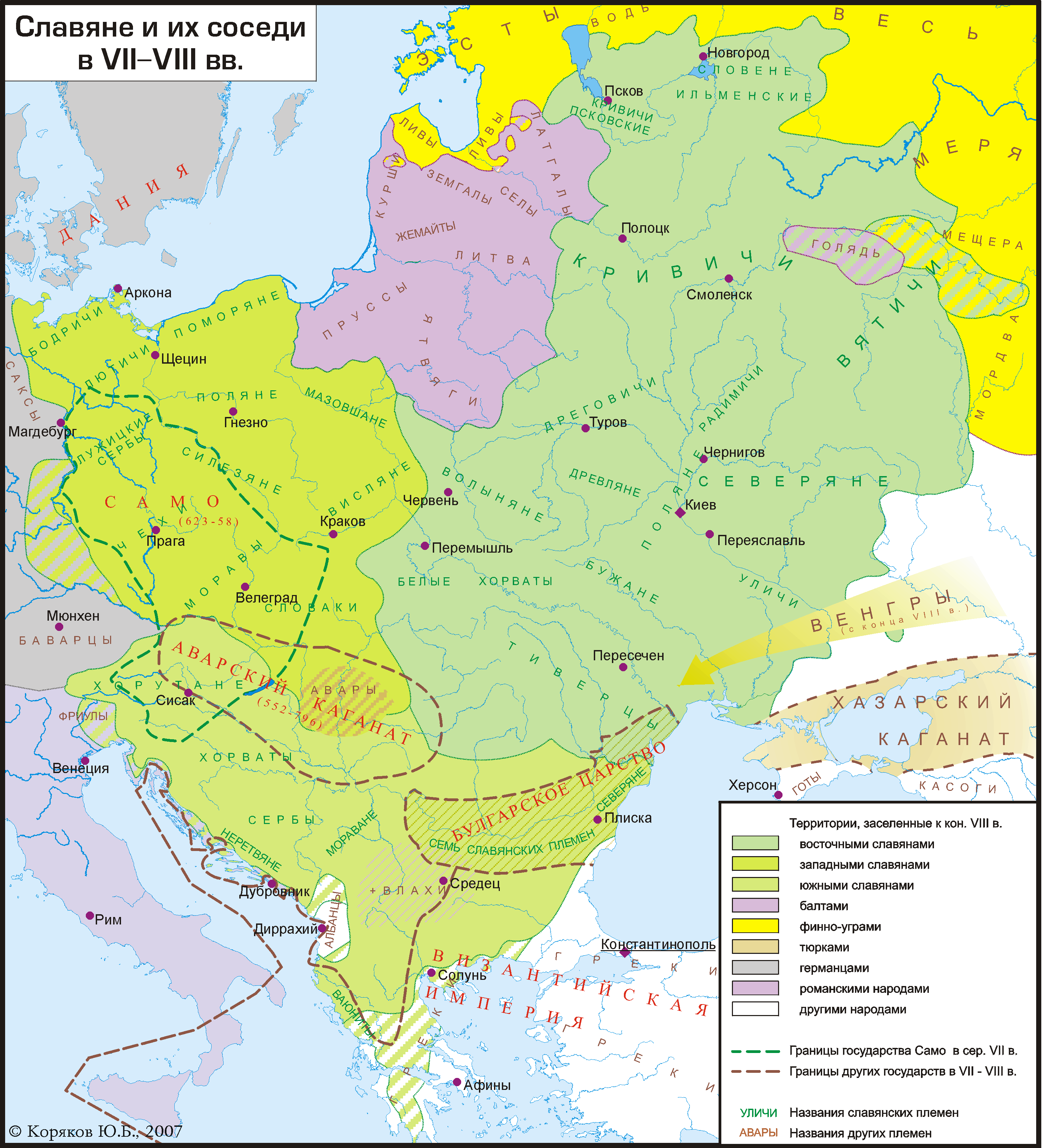
Словаки на карте расселения славян в VII—VIII веках (частично в государстве Само)

Предки словаков, представлявшие собой группу в разной степени родственных друг другу славянских племён, заселили территорию нынешней Словакии в V—VI веках с северо-востока через карпатские проходы, с северо-запада — через Моравские Ворота, а также с юга — из области в среднем течении Дуная. С юга и юго-востока заселялись в основном районы Средней Словакии. Потоки славянской колонизации из различных в диалектном отношении регионов дали начало длительному и сложному процессу интеграции генетически разнородных славянских диалектов и формированию на их основе единого словацкого языка. В VI—VII веках для диалектов прасловацкого языкового ареала были характерны различия по таким чертам, как сохранение праславянских сочетаний *tl, *dl или упрощение их в l (šidlo «шило» — в Западной и Восточной Словакии, šilo — в Средней Словакии); изменение групп *orT-, *olT- при циркумфлексной интонации в roT-, loT- или raT-, laT- (loket / lokec «локоть» — в Западной и Восточной Словакии, lakeť — в Средней Словакии); изменение *x по второй палатализации в š или в s (češi — от Čech «чех» — в Западной и Восточной Словакии, česi — в Средней Словакии) и т. д.
В VII—IX веках для предков словаков были характерны процессы политического объединения. Так, в VII веке они объединялись для борьбы с аварами, а в VIII веке на их территории (в пределах современной Словакии) возникли Нитранское княжество и Моравское княжество (частично). В 833 году князь Моймир I присоединил Нитранское княжество к Моравскому — сложившееся государство принято называть Великая Моравия. Объединение словацких племён, в том числе и в рамках славянских государственных образований, во многом способствовало языковой интеграции прасловацких диалектов. Для этого периода (VIII—IX века) характерны языковые процессы, протекавшие в прасловацком ареале одинаково — сохранение сочетаний *kv-, *gv- в начале слова перед *ě (kvet «цветок», hviezda «звезда»); отсутствие l эпентетического после губных согласных на стыке морфем на месте сочетаний губного с *j (zem «земля»); изменение праславянских сочетаний *tj, *dj в свистящие согласные c, dz (svieca «свеча», medza «межа»); изменение *jь- в начале слова в i- (ihla «игла»); развитие слоговых сонорных согласных в сочетаниях *TrьT, *TrъT, *TlьT, *TlъT (krv «кровь»); развитие долготы в окончаниях существительных среднего рода в формах именительного и винительного падежей (mestá «города»); флексия существительных мужского рода в форме творительного падежа единственного числа -om (chlapom «мужчиной») и т. д.
В начале X века Великая Моравия пала под натиском венгров и значительная её часть вошла в состав Королевства Венгрия, включая будущую этническую территорию словаков. Прекратилось формирование великоморавской народности, часть западных славян, оказавшаяся обособленной в границах Венгрии, стала постепенно складываться в отдельный словацкий народ. К этому времени (X—XI века) начинают формироваться языковые явления, выделившие прасловацкие диалекты среди других западнославянских языков и диалектов и положившие начало образованию самостоятельного словацкого языка: результаты изменения *g по первой палатализации, а также сочетаний *dj, *gj; краткость на месте старого акута в словах типа slama «солома», krava «корова»; долгота в причастиях на -l, образованных от глаголов с основой инфинитива на согласный, типа viedol и т. д. Обособление словацкого языка подтверждает также тот факт, что словацкий ареал оказался вне процессов, охвативших близкородственные чешский (перегласовка ȧ > ě) и польский языки (лехитская перегласовка e > o, ě > a). Кроме того, в X веке в прасловацком ареале отмечались также такие процессы (объединявшие словацкий с теми или иными славянскими языками или обособлявшие его от них), как утрата носовых гласных: *dǫbъ > dub «дуб», *pęta > päta «пятка, пята»; падение редуцированных *ь и *ъ, причём в правосточнословацком и празападнословацком диалектах в сильной позиции *ь и *ъ перешли в e (den / dzeň (из *ь) «день»; ven (из *ъ) «вон», mech (исконная форма) / moch / mach (из *ъ) «мох»), а в прасреднесловацком — *ь перешла в e, а *ъ перешла главным образом в o или в некоторых случаях в a (ďeň; von, moch / mach), что явилось следствием изначальной неоднородности прасловацких диалектов; выпадение *j в интервокальном положении, вызвавшее стяжение гласных, что привело к появлению в словацком противопоставления долгих и кратких гласных: *poi̯asъ > pás «пояс, полоса»; *dobrъi̯ь > dobrý «хороший» (в среднесловацком диалекте контракция не была реализована в ряде грамматических форм, например, у существительных женского рода в форме творительного падежа единственного числа (ženou «женщиной»), так как процесс контракции в этом диалекте следовал не до, а после утраты носовых — -oi̯ǫ > -oi̯u > -ou̯); формирование парных по твёрдости / мягкости согласных, ставшее следствием падения редуцированных: t— ť, d — ď, n — ň, ł — ľ, w — w’, b — b’, p — p’ и т. д.
Лексика словацкого языка в ранний период его развития состояла из праславянского лексического фонда.
Принятие христианства способствовало проникновению в словацкий язык заимствований из латинского языка, важным источником заимствования лексики в ранний период истории словацкого языка, кроме того, был немецкий язык. Некоторое влияние на становление словацкой лексики оказали также контакты со старославянским языком, связанные с византийской христианской миссией в Великой Моравии братьев Кирилла и Мефодия.

### В XI—XVIII веках
Языком администрации, церкви и культуры в Венгерском королевстве, частью которого была Словакия на всём протяжении XI—XVIII веков, являлась латынь. Словацкий долгое время оставался лишь языком устного общения (хотя на нём читались и проповеди).

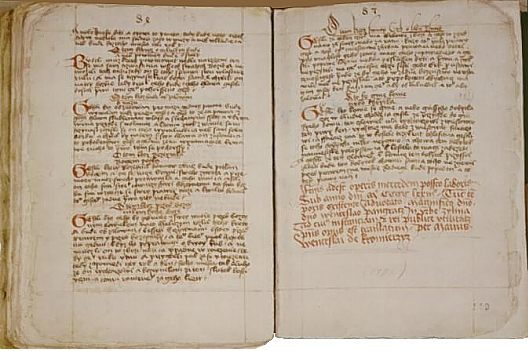
«Жилинская книга» (1378—1561), написанная на чешском языке с элементами словакизмов

В XIV веке в Словакию стал проникать чешский литературный язык, причём словаки его воспринимали как литературный вариант своего языка. Среди факторов, способствовавших проникновению чешского языка, называют обучение словацких студентов в Чехии, пребывание войск гуситов и Яна Искры в Словакии, контакты Венгерского королевства с Чехией и развитие словацких городов. В XV веке позиции чешского литературного языка в Словакии значительно усилились, хотя он оставался только письменным языком. В то же время стала сужаться сфера употребления латинского языка.
Начиная с XV века отмечались словацко-румынские и словацко-русинские языковые контакты, появившиеся в результате валашской пастушеской колонизации горных районов Словакии. Впоследствии валахи были словаками ассимилированы.
Вплоть до конца XV века на словацком языке не было создано ни одного письменного памятника и о средневековом словацком можно судить только по именам собственным, топонимам и глоссам из латинских текстов, а также словакизмам, встречающимся в чешских текстах, созданных на территории Словакии.
Первый памятник словацкого языка (датируется примерно 1490-м годом) — письмо разбойников Фёдора Головатого городскому совету города Бардеёв с угрозами и требованиями откупного за убитых товарищей (письмо написано на восточнословацком диалекте, содержит богемизмы и украинизмы).
С начала XVI и до конца XVIII века в устном общении жителей Словакии использовались в основном местные говоры, в письменности же употреблялись преимущественно чешский и латинский языки, реже — и другие языки (немецкий и венгерский, и изредка на территории Восточной Словакии — польский и церковнославянский).

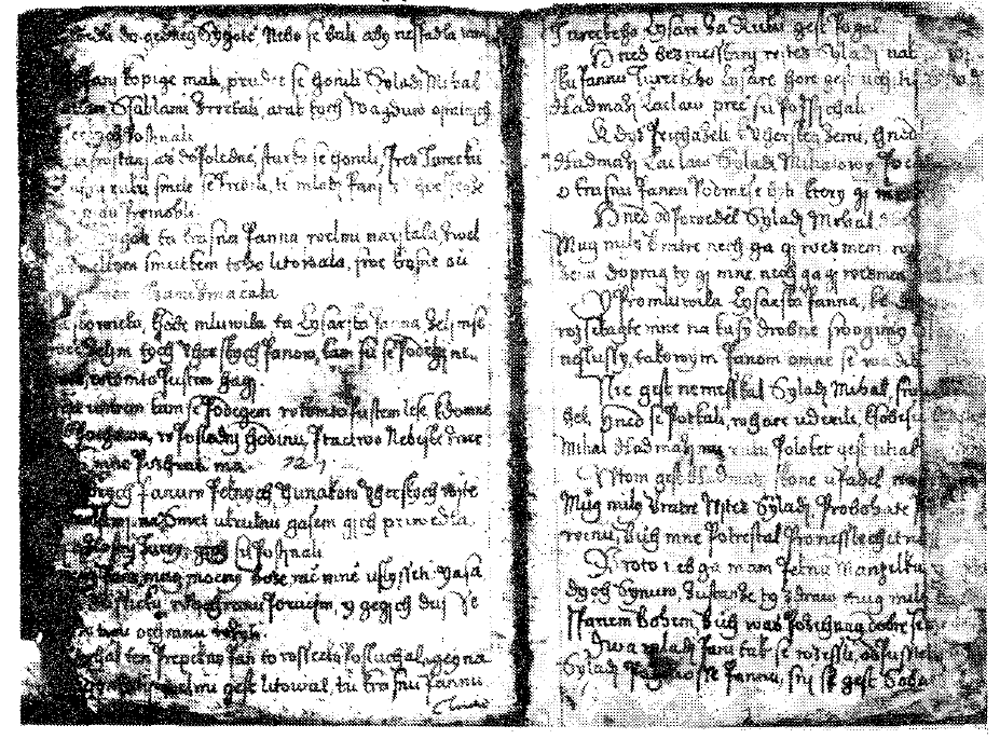
Страницы издания Turolúcky kancionál (1684), содержащего эпическую поэзию на западнословацком интердиалекте

Чешский язык в силу его близости словацким диалектам занимал особое положение среди прочих письменных языков Словакии. Фактически, в XVI—XVIII веках чешский стал для словаков литературным языком (для словацких протестантов он стал с XVI века ещё и литургическим языком). При этом в чешский язык словаков активно проникали словакизмы, а в словацкий язык (прежде всего, в язык образованных слоёв словацкого населения) заимствовались чешские языковые элементы. В процессе постоянных контактов диалектной словацкой речи и чешского литературного языка в устном общении словацкой интеллигенции распространилась своеобразная интердиалектная формация, называемая обычно словацким культурным языком, со своими разновидностями в трёх словацких областях: западнословацким, среднесловацким и восточнословацким интердиалектами. Постепенно черты этих интердиалектов всё чаще стали проникать в словацкую письменность — от административно-деловых документов до художественной литературы. В частности, словацкие языковые элементы всё активнее использовались в религиозной письменности. Так, например, кальвинистами на восточнословацком интердиалекте было издано несколько книг в 1750—1758 годах, а в Западной Словакии развитие католической письменности на местном интердиалекте достигло такого уровня, что можно было говорить о формировании языковых норм уже к середине XVIII века. Среди произведений светской литературы, создаваемых на основе словацких интердиалектов или же диалектов в этот период, отмечаются, в частности, написанные на западнословацком «Пастушья школа — житница нравов» (Valaská škola mravúv stodola, 1755) Г. Гавловича, а также первый словацкий роман — «Приключения и испытания юноши Рене» (1783—1785) Й. И. Байзы.
Процесс активного использования словацких диалектов и культурных интердиалектов во всех сферах жизни словацкого общества в XVIII веке стал отражением подъёма национального самосознания словаков и их интереса к родному языку. Благодаря этому во второй половине XVIII века в Словакии складываются предпосылки к формированию литературного языка на основе родной словацкой речи.
Распространение власти Венгерского королевства на всей этнической территории словаков в течение XI—XVIII веков, с одной стороны, способствовало относительному обособлению словацкого языка (в пределах государственных границ Венгрии) от ареалов других западнославянских языков и его независимому развитию; с другой стороны, отсутствие собственного государства, единого политического и культурного центра у словаков привели к тому, что общая тенденция развития словацкого языка долгое время отсутствовала, языковые черты развивались в той или иной части словацкого ареала разными путями.
В период самостоятельного развития словацкого языка (по Р. Крайчовичу, с X—XI веков) он претерпевает целый ряд изменений на всех языковых уровнях.
Так, в начале XI — начале XIII века отмечаются следующие процессы в системе словацкого вокализма:
- фонемы ä и долгая a̋ (возникшие из праславянских ę и ę̄, а также в результате контракции на месте сочетаний ьi̯a, ěi̯a и других), были утрачены в Западной и Восточной Словакии; фонема ä в позиции после губных согласных сохранилась только лишь в части говоров среднесловацкого диалекта: mäso «мясо», deväť «девять»;
- фонема ě слилась с e: deti «дети»;
- фонемы i и y слились в одну фонему i, по-разному реализующуюся после твёрдых и мягких согласных.

В XIII—XIV веках в системе гласных произошли следующие процессы:
- дифтонгизация долгих гласных: ó > u̯o; é > i̯e: kóň > ku̯oň «конь»; véra > vi̯era «вера»; данный процесс был реализован в том или ином словацком диалекте с разной степенью последовательности; наиболее последовательно — в Средней Словакии; намного позднее (в XV—XIV веках) в ряде говоров дифтонгизировались a̋ > i̯a, ei̯ и ý > ei̯, самым поздним по времени образования стал дифтонг i̯u;
- после утраты корреляции согласных по мягкости / твёрдости такие варианты фонем (после мягких согласных) как ȧ, ȯ, u̇, y совпали с фонемами a, o, u, i соответственно: dym > [dim] «дым» и т. п.

В области консонантизма в XI—XII веках отмечались следующие языковые явления:
- палатализация заднеязычных согласных k, g, x в говорах среднесловацкого диалекта; данное явление нашло отражение в образовании некоторых падежных форм существительных: ruke (от ruka «рука»), muxe (от mucha «муха») — в именительном падеже множественного числа — ruki, muxi — в предложном падеже единственного числа;
- переход g > ɣ (в XII веке), а затем ɣ > h (в XIII—XIV веках): ľägký > ľäɣký > ľahký «лёгкий»;
- переход w > v: voda «вода», pravda «правда», spev [spef] «пение»; в среднесловацких и восточных говорах восточнословацкого диалекта данный процесс не реализовался в конце слова и слога — voda, prau̯da, speu̯;
- появление фонем f и dž: trafiť «попасть»; džbán «кувшин, жбан».

В XIII—XIV веках в системе согласных словацкого языка отмечались такие процессы, как:
- ассибиляция мягких ď > dź и ť > ć, не затронувшая ареал среднесловацкого диалекта: dzeci «дети»; dzeň «день»; в среднесловацком (и словацком литературном) — deti [ďeťi], deň [ďeň];
- утрата парных мягких согласных, проходившая с разной интенсивностью в тех или иных словацких диалектах; в среднесловацком ареале, в частности, сохранились только четыре парных мягких согласных: ť, ď, ň, ľ.

В старословацкий период также произошло оглушение и озвончение согласных на границах морфем и оглушение согласных в конце слова; возникли удвоенные согласные; произошли изменения в группах согласных: šč > šť, ždž > žď (только в среднесловацком диалекте); zdn > zn, stn > sn и т. д.; в XV—XVI веках в восточнословацком диалекте были утрачены долгие гласные; в западнословацком и среднесловацком диалектах ударение установилось на первом слоге, в восточнословацком — на предпоследнем; в среднесловацком возник помимо того ритмический закон.
Процессы языкового развития коснулись также морфологии словацкого языка. В частности, произошли изменения в области грамматических категорий. Из праславянского языка в словацкий перешли такие категории, как род, число, падеж, лицо и т. д., но при этом не все праславянские граммемы сохранились, в их числе двойственное число (утратилось к XIV веку), другие (например, прошедшее время глаголов) пережили сложный процесс перестройки — были утрачены глагольные формы аориста и имперфекта (в XIII—XIV веках).
Из семи падежей, унаследованных с праславянского периода, сохранились шесть, вокатив был утрачен (сохранился только в Восточной Словакии). Тенденция формирования категории одушевлённости / неодушевлённости, отмечаемая в праславянском языке, получила развитие в период образования самостоятельного словацкого языка.
С утратой корреляции согласных по твёрдости / мягкости сложилась тенденция к устранению чередования согласных в основе: ruka — ruce > ruke; kopa «копна» — kopie > kope; voda — vodze > vode и т. д. Данный процесс затронул основы как существительных, так и прилагательных, числительных, местоимений и глаголов.
В имени существительном произошло изменение склонения, зависящее от типа основы, характерного для праславянского языка, на склонение, зависящее от категории рода, одушевлённости / неодушевлённости и т. д. Так, например, склонение слова chlap «мужчина» (chlap, chlapa, chlapovi…) возникло при смешении склонений древних *-o и *-u-основ. Склонение по типу *-r-основы (mati, matere, materi…) частично сохранилось в склонении слова mať «мать»; не сохранились склонение по типу *-n-основы (kamy, kamene, kameni…), *-s-основы (slovo, slovese, slovesi…) и других. Кроме того, среди различного рода преобразований в словоизменении существительных отмечались: появление нулевой флексии в форме именительного падежа единственного числа мужского рода (chlap, dub «дуб»), изменение флексии *-emъ > -om в форме дательного падежа множественного числа мужского рода (strojom, от stroj «устройство, механизм») и т. д.
Изменилась парадигма склонения имён прилагательных, в основном в результате процесса контракции (dobrъ-i̯ь > dobrý «хороший», dobra-i̯ego > dobrého, dobru-i̯emu > dobrému…). Были утрачены краткие прилагательные. Склонение притяжательных прилагательных сохранилось в единичных формах.
Произошла перестройка словоизменения местоимений, в частности, на месте праславянских указательных местоимений *těхъ, *těmъ возникли формы tých, tým (формы множественного числа от ten «тот»).
В числительных произошло изменение склонения формы jeden «один» с субстантивного и местоименного на склонение по типу прилагательного: jedného, jednému. Также была сформирована новая парадигма числительных dva «два», tri «три», štyri «четыре» по типу dvoch, dvom, dvoma и т. д.
В словацком языке спряжение атематического типа не сохранилось, атематические глаголы стали спрягаться так же, как и тематические, за исключением глагола byť «быть» (som, si, je…).
В глагольных флексиях произошли такие изменения, как появление окончания -m на месте исконного -u (из *-ǫ) в формах 1-го лица единственного числа настоящего времени (nesiem «несу»); развитие окончаний -ie, -e, -í, -á на месте праславянской tъ в формах 3-го лица единственного числа настоящего времени (nesie «несёт») и многие другие.
Лексика словацкого языка в XI—XVIII веках пополнялась заимствованиями в основном из латинского, немецкого и чешского языков, часть заимствований пришла из венгерского и румынского. Латинский долгое время был важнейшим источником пополнения лексического состава словацкого языка, из него заимствовалась научная, религиозная и прочая терминология, посредством латинского в словацкий проникли и так называемые лексические «европеизмы». Влиянию немецкого языка на словацкий способствовала средневековая немецкая колонизация словацких городов. Основная часть немецкой лексики проникла в словацкий в XII—XIV веках. С XIV—XV веков усилились контакты словацкой этнической территории с Чехией, что привело к значительному влиянию на словацкую лексику чешского языка.

### Литературный язык
Формирование словацкого литературного языка, тесно связанное с процессом становления словацкой нации, происходило в конце XVIII — первой половине XIX века. Создававшийся литературный словацкий язык входил в жизнь словаков не только как средство общения, как язык науки и литературы, но и как фактор усиления национального самосознания, объединения словацкой нации и развития её национальной культуры. Окончательно словацкий литературный язык сформировался во второй половине XIX века. Существенное влияние на его развитие в XX веке оказало вхождение словацких земель в состав Чехословакии. Создание независимой Словацкой Республики в 1993 году создало условия, при которых началось полноценное функционирование словацкого литературного языка во всех сферах общественной жизни.
В литературный период в словацком языке продолжаются такие фонетические процессы, как утрата фонемы ä (в позиции после губных согласных) и фонемы ľ: päť > peť «пять», ľeto > leto «лето». Под воздействием внешнеязыковых контактов в словацком восстановилась фонема ō (móda «мода»); стали шире употребляться фонемы ē (téma «тема»), f (fyzika «физика») и g (geológia «геология»).

#### Языковая реформа Антона Бернолака

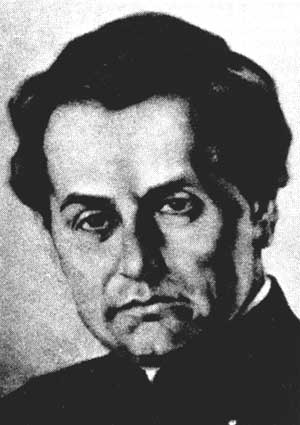
Антон Бернолак

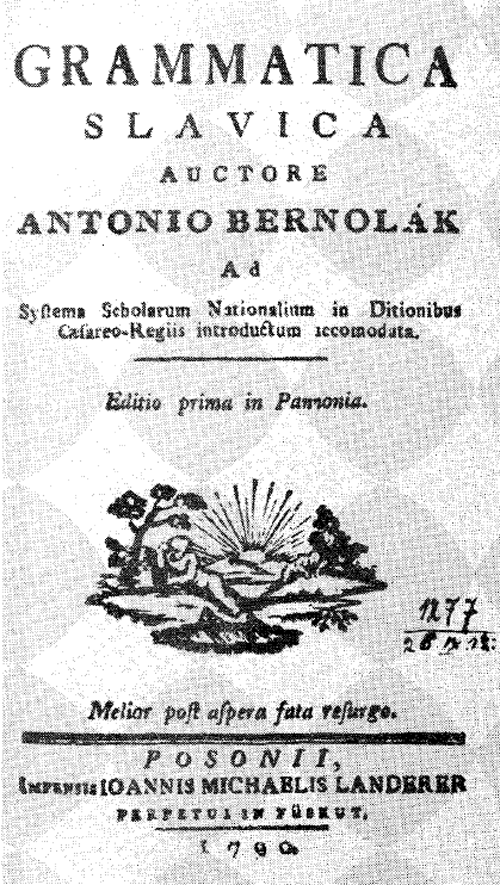
Титульная страница издания Grammatica Slavica (1790)

Литературная норма, основанная на родной речи, впервые появилась у словаков к концу XVIII века. В этот период в отношении языковой нормы были распространены две противоположные точки зрения — протестантская часть словацкого общества стремилась сохранить в качестве литературного языка словаков чешский язык, среди словаков-католиков преобладало стремление кодифицировать словацкий литературный язык на основе родной речи. Соответственно первая кодификация словацкого литературного языка появилась среди словаков католического вероисповедания.
Автором первой научно обоснованной программы кодификации словацкого литературного языка стал католический священник А. Бернолак. Разработанная им в 1780-х годах кодификация (известная как «бернолаковщина») изложена в нескольких работах: «Филологическо-критическое рассуждение о славянских письменностях» (Dissertatio philologico-critica de literis Slavorum…, 1787) с приложением «Орфографии» (Lingvae Slavonicae…orthographia, 1787), «Словацкая грамматика» (Grammatica Slavica, 1790), «Этимология словацких слов» (Etymologia vocum slavicarum, 1791), а также многотомный «Словацкий чешско-латинско-немецко-венгерский словарь» (Slowár Slowenskí, Česko-Laťinsko-Ňemecko-Uherskí, 1825—1827). В создании своего варианта письменности А. Бернолак придерживался фонетического принципа, он упорядочил, унифицировал и упростил при этом ряд черт и особенностей орфографии, встречавшихся в словацкой письменности ранее.
Эта кодификация объединила в себе как традиционные, так и новые языковые элементы. А. Бернолак не только зафиксировал то, что уже существовало до него в разных вариантах письменности словацких католиков, но и занимался отбором из уже существующих только тех фактов, которые по его мнению соответствовали характеру словацкого языка, а также создавал новые правила и нормы.
В кодификации словацкого литературного языка А. Бернолак опирался в первую очередь на речь образованных людей Западной Словакии, непосредственной основой языковой системы бернолаковщины был преимущественно западнословацкий культурный интердиалект, вместе с тем ряд черт как словацких диалектов (в большей степени западнословацкого диалекта), так и чешского языка попал в бернолаковщину без посредства западнословацкого интердиалекта.
За 60 лет существования языковой нормы А. Бернолака на ней были созданы проза и поэзия, научные работы, многочисленные религиозные труды, на этот язык были переведены произведения религиозной и светской литературы. Наиболее известны созданные на бернолаковщине поэзия Я. Голлого и проза Ю. Фандли. В ряде католических школ язык А. Бернолака стал языком обучения. В процессе развития бернолаковщины в ней стали отмечаться стилистические различия и сильнее стала проявляться унификация. Популяризацией бернолаковского варианта словацкого литературного языка занималось «Словацкое учёное товарищество», центр которого располагался в Трнаве. Активная деятельность товарищества, начавшаяся в 1792 году, пошла на спад к концу XVIII века и стала постепенно угасать. Полностью литературная норма А. Бернолака вышла из употребления к середине XIX века. Бернолаковский язык употреблялся только среди католиков, словаки-протестанты продолжали пользоваться чешским языком.

#### Языковая реформа Людовита Штура

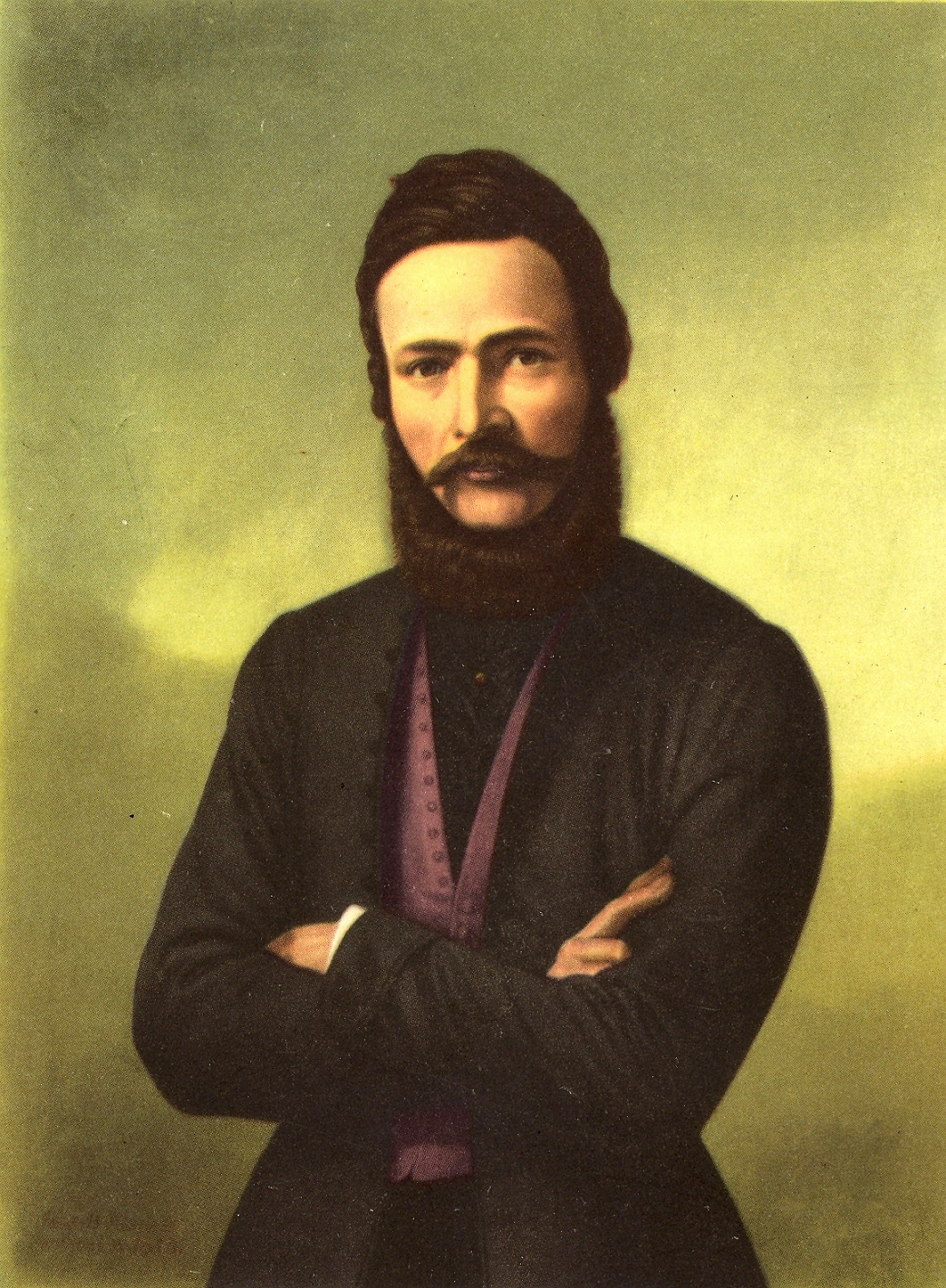
Людовит Штур

C конца XVIII века и до середины XIX века словаки использовали два литературных языка, связанных с развитием словацкой национальной культуры — бернолаковский словацкий, применяемый словаками-католиками, и чешский, поддерживаемый словаками-протестантами. Весь этот период между сторонниками этих двух языков длились споры, каждая из сторон отстаивала позиции своей литературной нормы. Понимая, что для развития национально-освободительного движения, национальной культуры и просвещения словаков требовался единый для всех литературный язык, представители обеих конфессий в 1820—1830-х годах предпринимают попытки сближения и сотрудничества, допускают возможность внесения изменений в словацкую, либо в чешскую литературные нормы. Так, в 1820-х годах Я. Колларом и П. Й. Шафариком был создан так называемый «чешско-словацкий литературный язык, или стиль», представлявший собой чешский язык с элементами словацкого языка, но он так и не был принят ни словаками, ни чехами. В 1834 году словаки разных конфессий впервые создали совместную организацию «Общество любителей словацкого языка и литературы», в 1835—1840 годах общество издавало альманах Zora, в котором авторы печатались на разных вариантах чешского и словацкого языков, признавая тем самым свои литературные нормы равноправными.
В 1840—1850-х годах вопрос единого словацкого языка стал острее в связи с расширением национального движения словаков и усилением угрозы мадьяризации. В этих условиях появился новый вариант словацкого языка, автором которого стал один из представителей словацкого национально-освободительного движения Л. Штур. В его работах, изданных в 1840-х годах, были заложены основы новой кодификации словацкого языка. Созданию новой литературной нормы предшествовали долгие обсуждения и совещания, в которых принимали участие сподвижники и последователи Л. Штура — М. М. Годжа, Й. М. Гурбан и другие. Уже в 1845 году была издана газета на штуровщине — «Словацкая национальная газета» (Slovenskje národňje novini) с литературным приложением «Орёл Татранский» (Orol Tatránski).

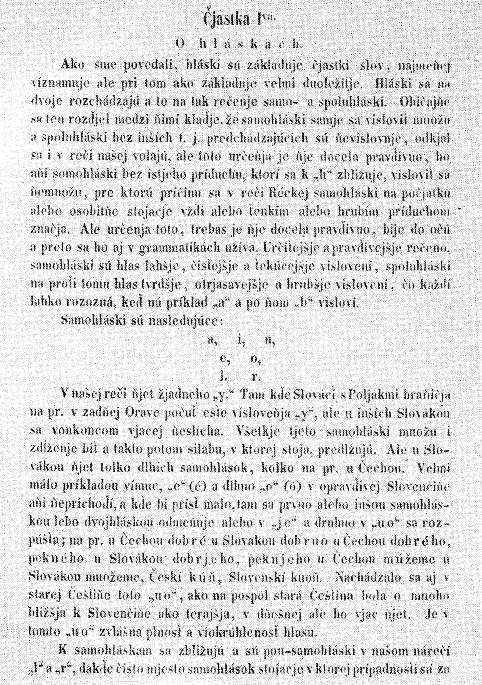
Страница из книги
Л. Штура Nauka reči slovenskej (1846)

Кодификация Л. Штура носила прескриптивный характер, в основу правописания был положен фонетический принцип. Базой для штуровского варианта словацкого литературного языка стали общесловацкие и среднесловацкие языковые элементы — среднесловацкий культурный интердиалект.
Объективной причиной смены диалектной основы литературного языка, по мнению Э. Паулини, стало усиление культурного и экономического значения среднесловацких городов с конца XVIII — начала XIX века и распространение культурного среднесловацкого интердиалекта как наддиалектной формы за пределы Средней Словакии — он стал вытеснять в том числе и западный интердиалект, ту базу, на которую опиралась бернолаковщина.
Л. Штур считал, что словаки как самостоятельный народ должны обладать собственным языком и отказаться от введения в качестве литературной нормы чешского языка. В то же время, объясняя необходимость замены нормы А. Бернолака, он отмечал, что западнословацкая в своей основе бернолаковщина не имеет перспектив, поскольку далека от народно-разговорной речи словаков. Объединение словацкой нации, по мнению Л. Штура, мог обеспечить общий для всех словаков язык, созданный на среднесловацкой основе. Л. Штур и его последователи направили все свои усилия на то, чтобы убедить все слои словацкого общества принять новую языковую реформу. К ним присоединились как протестанты, так и часть словаков-католиков. В то же время против нового литературного языка выступили не только словаки из католической среды, но и представители словаков-протестантов старшего поколения, такие как Я. Коллар, П. Й. Шафарик, И. Палкович и другие. Л. Штура, так же, как и А. Бернолака, обвинили в расколе чешско-словацкого литературно-языкового единства, а венгерское общество обвинило Л. Штура и его сторонников кроме того в панславистских и антивенгерских настроениях. Тем не менее штуровская норма постепенно стала входить в употребление в общественной и культурной жизни словацкого народа.

#### Языковая реформа Годжи-Гатталы

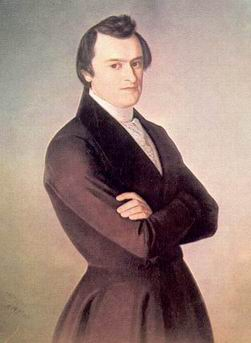
Михал Милослав Годжа

На состоявшемся в августе 1847 года собрании культурно-просветительского общества «Татрин» (Tatrín) в Чахтице ведущие представители католической и протестантской общин Словакии договорились о введении единой нормы словацкого литературного языка. За основу данной нормы решено было взять штуровскую кодификацию, которую предполагалось исправить и дополнить с учётом предложений и замечаний, поступивших от участников собрания.
Введение единого литературного языка для словаков стало жизненно необходимым в период после поражения революции 1848—1849 годов, когда в Австрийской империи укрепились позиции немецкого языка, а на её части — в Венгерском королевстве расширилась сфера использования венгерского языка. При этом стало расти число используемых в словацком обществе форм словацкого и чешского языков: бернолаковская и штуровская нормы широко варьировались в текстах разных авторов и печатных изданий, чешский язык употреблялся как в архаичной (библичтина), так и в современной формах. Помимо этого, по рекомендации Я. Коллара, в качестве языка администрации, печати и школьного обучения стали вводить так называемый «старословацкий язык» (чешский язык с некоторыми словацкими языковыми элементами).

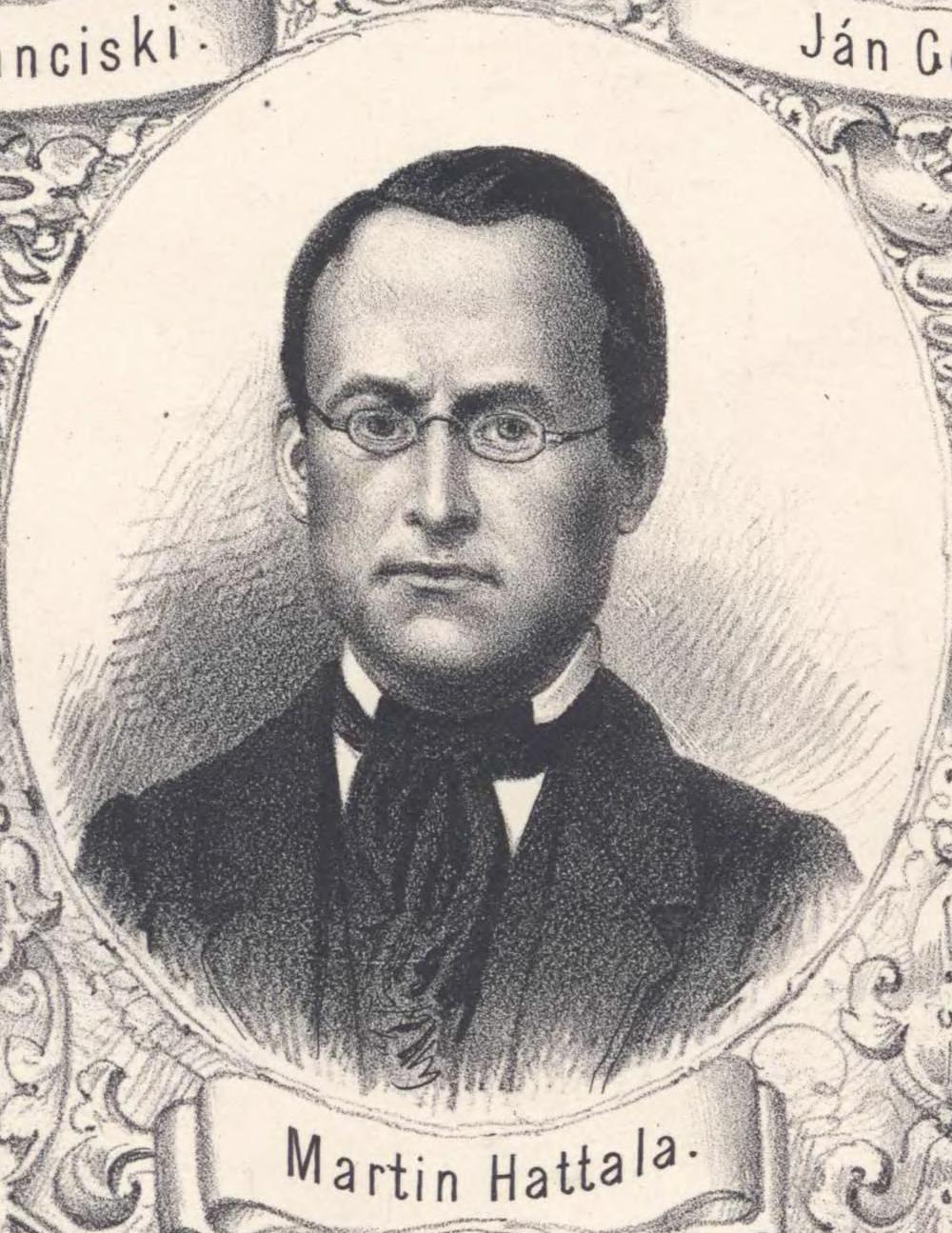
Мартин Гаттала

Компромиссный вариант словацкого литературного языка был кодифицирован благодаря усилиям М. М. Годжи и М. Гатталы. На собрании наиболее известных деятелей словацкого национального движения в октябре 1851 года в Братиславе были окончательно утверждены единые нормы словацкого литературного языка, которые М. Гаттала зафиксировал в своей работе «Краткая словацкая грамматика» (Kratká mluvnica slovenská). Предисловие к изданию этой грамматики подписали протестанты М. М. Годжа, Й. М. Гурбан, Л. Штур и католики Я. Паларик, А. Радлинский и Ш. Заводник. Новые нормы литературного языка были отчасти сближены с чешским языком и с бернолаковщиной, сохранив при этом среднесловацкую основу (в связи с чем реформу Годжи-Гатталы иногда называют в научной литературе «исправленная штуровщина»). Важным изменением орфографии стало в числе прочего восстановление элементов историко-этимологического принципа правописания.
Новый вариант кодификации завершил длительный процесс формирования словацкой литературной нормы и стал единым общенациональным словацким литературным языком. В целом, несмотря на ряд дальнейших уточнений и дополнений, вариант, предложенный в процессе реформы Годжи-Гатталы, является основой современного литературного словацкого языка.

#### Восточнословацкий литературный язык
Параллельно с процессом создания общесловацкой литературной нормы с середины XVIII века в Восточной Словакии формировался обособленный восточнословацкий литературный язык на земплинской диалектной основе (конфессиональный вариант с письменностью на основе венгерской графики) и с середины XIX века на базе шаришских и спишских говоров («мирской» вариант). Венгерские власти в период существования Австро-Венгрии способствовали распространению «шаришского языка», тем самым пытаясь препятствовать единству словацкого национального возрождения. К середине XX века восточнословацкий язык практически перестал использоваться.

#### Матичный период

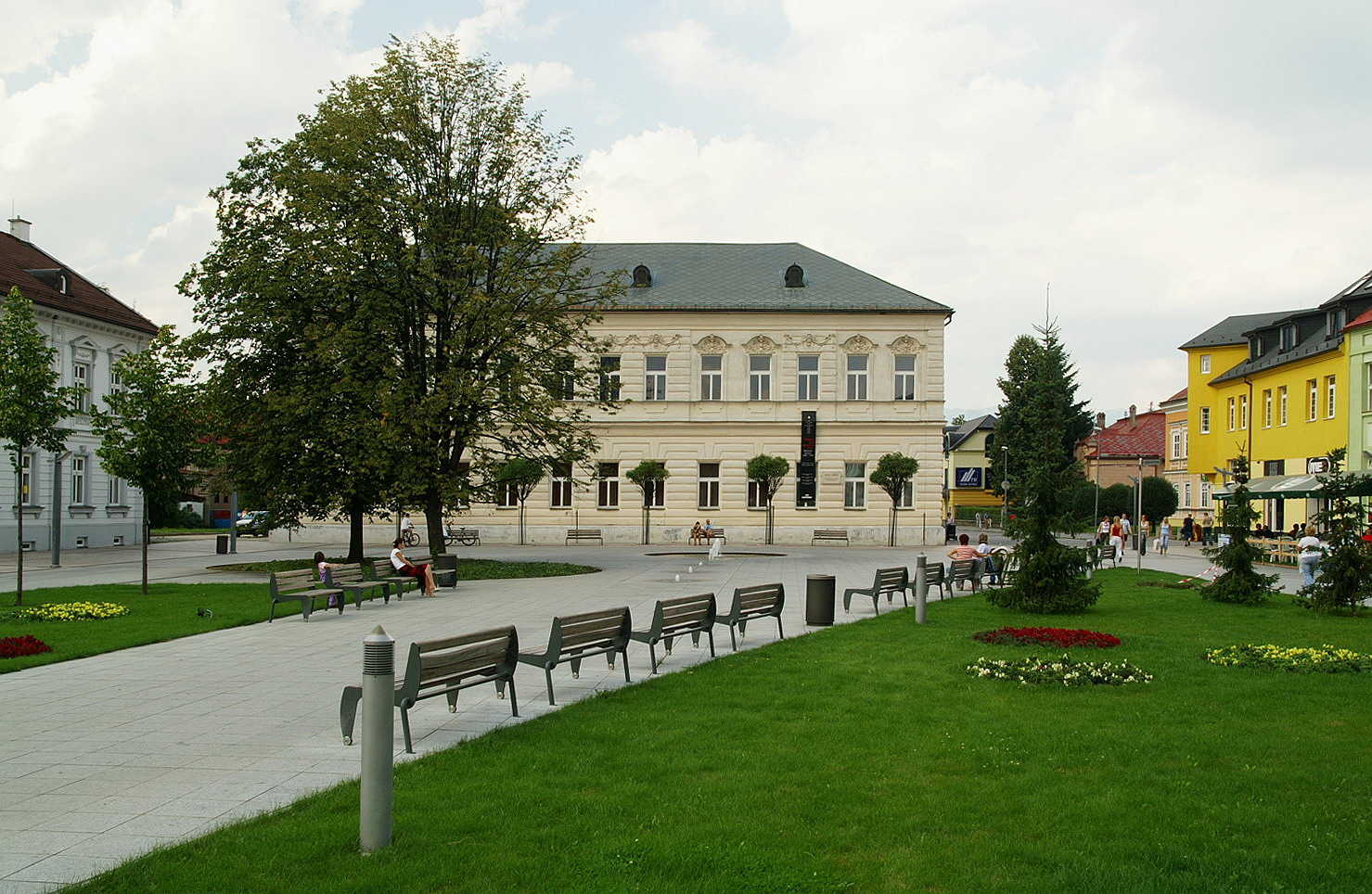
Первое здание, в котором размещалось общество Матица словацкая (город Мартин)

Важнейшее значение в развитии словацкого национального движения в 1863—1875 годах приобрела деятельность Матицы словацкой. Начало матичного периода характеризовалось ростом литературного творчества на родном языке, расширением издательской работы, преподавания и активизацией научных исследований словацкого языка. Завершением этого периода стало угасание словацкой политической и культурной жизни, связанное с курсом властей Австро-Венгрии на подавление национальных движений в империи, что выразилось в закрытии словацких гимназий и в конечном итоге в запрещении самой Матицы.
В матичный период основной нормой словацкого языка становится кодификация М. Гатталы. Активно развиваются стилистические различия в языке. Матица организует работу по подготовке к изданию словацких словарей. Отмечается ряд изменений и дополнений в орфографии, фонетике, морфологии и синтаксисе словацкого языка. В частности, была устранена непоследовательность в элементах правописания, основанных на историко-этимологическом принципе, что отражено в школьном учебнике 1864 года Ф. Мраза. В матичный период были заимствованы многочисленные русизмы, получило развитие словообразование по русским моделям на -stvo, -stvenný, -stvovať, -ionný и т. д., продолжилось заимствование лексики из чешского языка.

#### Мартинский период

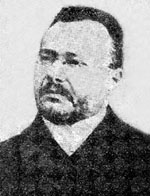
Самуэль Цамбел

В мартинский период (1875—1918 годы) важнейшую роль в развитии словацкого литературного языка выполнял культурный центр в городе Мартин. В сфере изучения словацкого развивались такие направления как исследование литературы, фольклора, грамматического строя, истории языка и т. д. Продолжалась стилевая дифференциация языковых средств литературного языка и стабилизация его норм. В частности, с развитием уже существовавших и появлением новых печатных периодических изданий совершенствовался публицистический стиль. В мартинский период отмечается деятельность таких лингвистов, как Й. Шкультеты, Я. Влчек, С. Цамбел. Важную роль в стабилизации словацкого языка сыграла кодификация С. Цамбела. В его работе 1902 года «Руководство по литературному словацкому языку» (Rukoväť spisovnej reči slovenskej) отражены поправки, внесённые в литературную норму в соответствии с тенденциями языкового развития и взглядами того времени на литературный язык. В 1916 и 1919 годах эта книга была переиздана Й. Шкультетой с рядом дополнений и изменений, в течение 30 лет она являлась основным пособием, содержащим нормы словацкого языка.

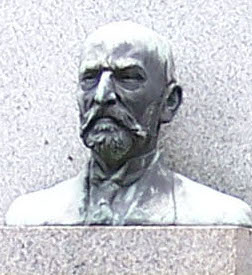
Йозеф Шкультеты

В словацкой литературе появляются новые жанры и стили, мартинский период характеризуется творчеством таких литераторов, как Я. Калинчак, Л. Кубани, В. Паулини-Тотх, Й. Заборский, К. Башелл, С. Гурбан-Ваянский, П. О. Гвездослав, И. Краско и других. В этот период продолжает появляться художественная литература на диалектах М. Кукучина, Й. Г. Тайовского и других авторов.

#### Словацкий язык в XX—XXI веках
В Чехословакии, общем государстве чехов и словаков, образованном в 1918 году, в политическом, экономическом и культурном плане Чехия доминировала над Словакией, что сказывалось и на положении словацкого языка. Согласно Конституции 1919 года официальным в Чехословакии признан чехословацкий язык, при этом словацкий фактически превратился в его областной вариант, а функции государственного стал выполнять чешский. Использование чешского языка в Словакии в ряде государственных учреждений, изучение его в школах, распространение чешской периодики и литературы и т. п. способствовали усилению влияния чешского на словацкий язык. Помимо этого, в межвоенный период в Чехословакии отмечались попытки искусственного сближения словацкого и чешского языков.
В 1919 году вышла грамматика словацкого языка (Slovenská mluvnica so zvláštnym zreteľom na pravopis) Я. Дамборского. В 1931 году была издана ещё одна работа, ставящая целью унификацию словацкого языка — «Правила словацкой орфографии» (Pravidlá slovenského pravopisu), встреченная словацким обществом неоднозначно.
С 1932 года словацкой Матицей стал издаваться журнал Slovenská reč (под редакцией Г. Бартека), благодаря которому формировался «матичный узус» и который сыграл важную роль в стабилизации словацких языковых норм. Журнал Slovenská reč способствовал развитию пуристических тенденций в словацком языке, которые сохранялись до издания новых «Правил словацкой орфографии» (1940), учитывавших предложения широкого круга словацкого общества.
Современный период (с 1940 года) характеризуется созданием многочисленных литературных произведений, широким распространением литературного языка в результате увеличения числа учебных заведений и сети средств массовой информации, всесторонним изучением словацкого языка, дальнейшим обогащением его лексического состава, научной деятельностью, направленной на продолжение языковой унификации и т. д.
В 1953 году вносятся изменения в языковую кодификацию, зафиксированные в новых «Правилах словацкой орфографии», в 1959—1968 годах издаётся шеститомный «Словарь словацкого языка» (Slovník slovenského jazyka), в 1966 году — «Морфология словацкого языка» (Morfológia slovenského jazyka) и многие другие работы. Стабилизация фонетических норм отражена в работах А. Краля, в частности, в «Правилах словацкого произношения» (Pravidlá slovenskej výslovnosti).
С 1993 года словацкий язык становится единственным официальным языком ставшей независимой Словакии, в 1995 году принят Закон о государственном языке (Zákon o štátnom jazyku).

## Лингвистическая характеристика

### Фонетика и фонология

#### Гласные
Словацкая система вокализма состоит из пяти или шести кратких гласных, пяти долгих гласных и четырёх восходящих дифтонгов.
Дифтонги: ia (i̯a), ie (i̯e), iu (i̯u), ô (u̯o), пары кратких и долгих гласных: i — í (ī), e — é (ē), a — á (ā), o — ó (ō), u — ú (ū).
Долгие гласные и согласные, а также дифтонги образуют так называемые долгие слоги.
Долгота гласных в словацком языке играет смыслоразличительную роль: krik «крик» — krík «куст»; tvar «форма» — tvár «лицо»; dobre «хорошо» — dobré «хорошее».
Для словацкого языка характерно наличие фонемы /ä/ переднего ряда нижнего подъёма. В разговорной речи эта фонема сегодня уже почти не встречается (она употребляется в основном в устаревшем стиле книжного языка и в диалектах не более, чем пятью процентами носителей словацкого языка, в речи же большинства словаков /ä/ заменяется на /e/), тем не менее кодифицированный словацкий язык предусматривает её использование. В зависимости от того, включается фонема /ä/ или не включается в систему вокализма, краткие гласные образуют два варианта схемы.
В первом случае схема краткого вокализма принимает четырёхугольную форму. Симметричная краткой схема долгого вокализма включает как собственно долгие гласные, так и дифтонги:
| Подъём  | Ряд      | Ряд        | Ряд |
| Подъём  | Передний | Непередний |     |
| ------- | -------- | ---------- | --- |
| Верхний | i        | u          |     |
| Средний | e        | o          |     |
| Нижний  | ä        | a          |     |

| Подъём  | Ряд      | Ряд        | Ряд |
| Подъём  | Передний | Непередний |     |
| ------- | -------- | ---------- | --- |
| Верхний | ī i̯u     | ū          |     |
| Средний | ē i̯e     | ō u̯o       |     |
| Нижний  | i̯a       | ā          |     |

Во втором случае схема краткого (без фонемы /ä/) и параллельно долгого вокализма (без дифтонгов) принимает треугольную форму:
| Подъём  | Ряд      | Ряд     | Ряд    |
| Подъём  | Передний | Средний | Задний |
| ------- | -------- | ------- | ------ |
| Верхний | i ī      |         | u ū    |
| Средний | e ē      |         | o ō    |
| Нижний  |          | a ā     |        |

Гласные — u, ū, o, ō — лабиализованные; i, ī, e, ē, a, ā — нелабиализованные.
Дифтонгами в словацкой лингвистике принято считать только сочетания неслоговых [i̯] и [u̯] с последующими краткими гласными: /i̯a/, /i̯e/, /i̯u/, /u̯o/. Дифтонги выступают в функции долгих гласных и чередуются с соответствующими краткими гласными. Не рассматриваются как дифтонги сочетания гласных с последующим неслоговым [u̯] — они считаются сочетаниями гласных с [u̯] как с вариантом фонемы /v/: /ou̯/ (встречающееся, в частности, в формах творительного падежа единственного числа имён и местоимений женского рода — (s) tou starou ženou «(с) той старой женщиной» и в субстантивных формах родительного падежа множественного числа мужского рода — у одушевлённых существительных также винительного падежа множественного числа — pánov «господ»); /eu̯/, /au̯/ (часто встречающиеся в заимствованиях — auto «автомобиль», но áut — форма родительного падежа множественного числа).
Сонорные звуки [l̥], [l̥̄], [r̥], [r̥̄] выступают как функциональные эквиваленты гласных. В положении между двумя согласными они ведут себя как гласные, то есть образуют отдельный слог и могут, как гласные, образовывать пару «краткий — долгий» (l — ĺ, r — ŕ), например: vlk «волк», vĺča «волчонок»; smrť «смерть», vŕba «верба» и т. д.
Для некоторых гласных существуют позиционные ограничения: /ä/ употребляется только в позиции после губных согласных; /i̯a/, /i̯e/, /i̯u/ отмечаются только после мягких согласных; ā, ē, ū не употребляются после мягких согласных; употребление ē ограничено словом dcéra «дочь», окончаниями прилагательных, также ē встречается в заимствованных словах.

#### Согласные
Система консонантизма словацкого языка включает 27 согласных фонем (в скобки взяты позиционные варианты фонем, в парах согласных слева приведены глухие согласные, справа — звонкие):
| Способ артикуляции ↓     | Губно-губные | Губно-зубные | Зубные | Альв. | Палат. | Заднеяз. | Глотт. |
| Взрывные                 | p b          |              | t d    |       | c ɟ    | k g      |        |
| Носовые                  | m            |              | n      |       | ɲ      | (ŋ)      |        |
| Дрожащие                 |              |              |        | r     |        |          |        |
| Аффрикаты                |              |              | t͡s d͡z  | ʧ dʒ  |        |          |        |
| Фрикативные              |              | f v          | s z    | ʃ ʒ   |        | x (ɣ)    | ɦ      |
| Скользящие аппроксиманты | (w)          |              |        |       | j      |          |        |
| Боковые                  |              |              |        | l     | ʎ      |          |        |

Звонкие согласные оглушаются в положении перед глухими: položte [š] «положите»; rybka [p] «рыбка», sladký [t] «сладкий» и т. д. Глухие озвончаются в положении перед звонкими: liečba [ǯ] «лечение»; mlatba [d] «молотьба»; prosba [z] «просьба» и т. д.; а также перед окончанием глаголов 1-го лица множественного числа в форме повелительного наклонения -me: nosme [z] «давайте понесём», zaplaťme [ď] «давайте заплатим» и т. д. Звонкие парные согласные оглушаются в позиции на конце слова перед паузой: dub [p] «дуб»; hrad [t] «за́мок»; mráz [s] «мороз» и т. д. и на стыке слов, если последующее слово начинается с глухого согласного: dub schne [dup sxne] «дуб сохнет», loď pláva [loť plāva] «корабль плывёт» и т. д. Если последующее слово начинается со звонкого либо сонорного согласного или с гласного, то глухие озвончаются: potok hučí [potog hučī] «ручей шумит», ovos rastie [ovoz rastie] «овёс растёт» и т. д. Ларингальная фонема /ɦ/ в позициях оглушения коррелирует с велярной /x/.
Исключение составляет звонкий согласный /v/, который в позиции перед любым согласным, кроме r, и на конце слова выступает как [u̯]: krv «кровь», dievča «девочка, девушка». Только в начале слова или основы, в приставке v- и предлоге v перед глухими согласными оглушается: vplyv [fpliu̯] «влияние».
Двойные согласные, возникающие на морфемном «шве» в производных словах и в некоторых формах словоизменения произносятся как долгие: mäkký «мягкий»; oddych «отдых»; vyšší «высший»; štvorročný «четырёхлетний»; od dobroty «от доброты» и т. д.; в том числе и возникающие в результате ассимиляции: odteraz [otteraz] «отныне»; otca [occa] «отца»; choďte [xoťťe] «ходите»; mladší [mlaččī] «младший» и т. д.

#### Просодия
Ударение в словацком литературном языке — экспираторное, или динамическое, словесное ударение — фиксированное (инициальное) — всегда падает на первый слог: ˈdruhá ˈmladosť «вторая молодость», ˈlist ˈešte ˈneprišiel «письмо ещё не пришло». Исключение составляют сочетания одно- и двусложных существительных и местоимений с примыкающими к ним односложными предлогами, которые образуют группу с одним ударением: ˈkôň «конь», но ˈna koni «на коне». Некоторые слова (выполняющие в основном вспомогательную функцию и занимающие определённую позицию в предложении) всегда безударные: проклитики (односложные союзы a «и», «а»; i «и»; že «что» и т. д.), энклитики (односложные формы личных местоимений ma «меня»; ťa «тебя»; ho «его»; ju «её»; mi «мне»; ti «тебе»; mu «ему»; jej «ей» и т. д.), возвратное местоимение seba «себя» в формах винительного и дательного падежей (sa, si), формы вспомогательного глагола byť «быть» и частица by «бы».
В многосложных словах (более трёх слогов) возможно, кроме главного, второстепенное (побочное) ударение. Оно падает на третий или четвёртый слог от начала слова и является более слабым:ˈobyˌvatel «житель»,ˈdemokraˌtický «демократический».
Фразовое (логическое) ударение, интонация, темп речи и паузы в словацком языке играют важную роль в выражении субъективного отношения говорящего к высказыванию, в актуальном и ритмическом членении предложения. Нисходящая интонация характерна для утвердительных предложений и для предложений, начинающихся вопросительным местоимением; восходящяя — для вопросительных предложений без вопросительного местоимения.
В словацком языке отсутствуют тональные различия, тем не менее распределение слогов с краткими и долгими гласными связано с тонами праславянского языка.
Особенностью словацкого языка (и его среднесловацкого диалекта) является наличие в его фонетической системе ритмического закона (закона слоговой гармонии, правила ритмического сокращения), согласно которому в пределах одного слова два слога с долгими гласными (или дифтонгами) не могут следовать подряд друг за другом. В некоторых случаях ритмический закон нарушается. Долгота в слоге, следующем за долгим слогом, сохраняется в окончаниях некоторых форм существительных, прилагательных, глаголов и в ряде других позиций.

#### Морфонология
В словацком отмечаются такие чередования гласных, как:
- количественные (/a/ ~ /ā/, /u/ ~ /ū/, /i/ ~ /ī/ и т. д.);
- качественно-количественные (/ä/, /a/ ~ /i̯a/, /a/ ~ /i̯e/, /e/ ~ /i̯e/, /o/ ~ /ā/ и т. д.);
- качественные (/i/ ~ /e/, /i/ ~ /o/, /i̯e/ ~ /ā/ и т. д.);
- чередования гласной с нулём;

Среди примеров чередования согласных выделяются: /ť/ ~ /t/, /ľ/ ~ /l/, /k/ ~ /č/, /h/ ~ /ž/, /x/ ~ /š/ и другие.

### Морфология
Словацкий является языком главным образом флективного типа, но для него характерны также некоторые признаки аналитизма и агглютинативные черты.
В словацком выделяют следующие части речи (slovné druhy): существительные (podstatné mená, substantíva), прилагательные (prídavné mená, adjektíva), наречия (príslovky, adverbiá), глаголы (slovesá, verbá), числительные (číslovky, nemeráliá), местоимения (zámená, pronominá), предлоги (predložky, prepozície), союзы (spojky, konjunkcie), частицы (častice, partikuly), междометия (citoslovcia, intrjekcie).
Категория одушевлённости / неодушевлённости нередко рассматривается в словацком языке как один из компонентов категории рода (мужской одушевлённый и мужской неодушевлённый род), такого мнения придерживался, в частности, Э. Паулини. В то же время ряд исследователей словацкого языка (А. В. Исаченко, Р. Крайчович) не разделяют подобную позицию. Помимо этого, некоторыми словакистами выделяется «анимальный род» (Я. Горецкий) и категория персональности (мужского лица).

#### Имя существительное
Современное словацкое существительное имеет только два числа — единственное (jednotné číslo) и множественное (množné číslo). Отмечается группа существительных singularia tantum, имеющих только единственное число, и pluralia tantum, имеющих только множественное. Существительное в словацком также характеризуется категорией рода, включающей мужской (mužský rod, maskulínum), женский (ženský rod, feminínum) и средний (stredný rod, neutrum).
Сохраняются шесть падежей; седьмой — звательный падеж (vokatív) — в современном словацком почти полностью утрачен, его формы имеются лишь у некоторых существительных: boh «бог» — bože, človek «человек» — človeče, chlap «мужчина» — chlape, kmotor «кум» — kmotre, syn — synu / synku «сын» и некоторых других.
Выделяется двенадцать основных типов склонения.
Склонение существительных мужского рода на примере слов chlap «мужчина», hrdina «герой», dub «дуб» и stroj «устройство, механизм». По образцу слов chlap и hrdina склоняются названия людей и животных. По образцу слова stroj изменяются неодушевлённые существительные, заканчивающиеся на функционально мягкий согласный (ť, ď, ň, c, dz, č, dž, š, ž, j). Остальные неодушевлённые склоняются по типу dub.
| Падеж        | Одушевлённые | Одушевлённые | Одушевлённые | Одушевлённые | Неодушевлённые | Неодушевлённые | Неодушевлённые | Неодушевлённые |
| Падеж        | Ед. число    | Мн. число    | Ед. число    | Мн. число    | Ед. число      | Мн. число      | Ед. число      | Мн. число      |
| ------------ | ------------ | ------------ | ------------ | ------------ | -------------- | -------------- | -------------- | -------------- |
| Именительный | chlap        | chlapi       | hrdina       | hrdinovia    | dub            | duby           | stroj          | stroje         |
| Родительный  | chlapa       | chlapov      | hrdinu       | hrdinov      | duba           | dubov          | stroja         | strojov        |
| Дательный    | chlapovi     | chlapom      | hrdinovi     | hrdinom      | dubu           | dubom          | stroju         | strojom        |
| Винительный  | chlapa       | chlapov      | hrdinu       | hrdinov      | dub            | duby           | stroj          | stroje         |
| Творительный | chlapom      | chlapmi      | hrdinom      | hrdinami     | dubom          | dubmi          | strojom        | strojmi        |
| Местный      | chlapovi     | chlapoch     | hrdinovi     | hrdinoch     | dube           | duboch         | stroji         | strojoch       |

Склонение существительных женского рода на примере слов žena «женщина», ulica «улица», dlaň «ладонь» и kosť «кость». По первым двум типам склоняются существительные, с окончанием -a в именительном падеже. Те, основа которых заканчивается на функционально мягкий согласный, изменяются по образцу слова ulica, остальные по образцу слова žena. Существительные, заканчивающиеся на согласный, склоняются по типам dlaň (оканчивающиеся на ň, č, ž, š, ľ, ď, j, š, m, z, dz, šť, x) и kosť (оканчивающиеся на c,s, v, p, sť).
| Падеж        | Ед. число | Мн. число | Ед. число | Мн. число | Ед. число | Мн. число | Ед. число | Мн. число |
| ------------ | --------- | --------- | --------- | --------- | --------- | --------- | --------- | --------- |
| Именительный | žena      | ženy      | ulica     | ulice     | dlaň      | dlane     | kosť      | kosti     |
| Родительный  | ženy      | žien      | ulice     | ulíc      | dlane     | dlaní     | kosti     | kostí     |
| Дательный    | žene      | ženám     | ulici     | uliciam   | dlani     | dlaniam   | kosti     | kostiam   |
| Винительный  | ženu      | ženy      | ulicu     | ulice     | dlaň      | dlane     | kosť      | kosti     |
| Творительный | ženou     | ženami    | ulicou    | ulicami   | dlaňou    | dlaňami   | kosťou    | kosťami   |
| Местный      | žene      | ženách    | ulici     | uliciach  | dlani     | dlaniach  | kosti     | kostiach  |

Склонение существительных среднего рода на примере слов mesto «город», srdce «сердце», vysvedčenie «свидетельство» и dievča «девочка»:
| Падеж        | Ед. число | Мн. число | Ед. число | Мн. число | Ед. число   | Мн. число     | Ед. число | Мн. число  |
| ------------ | --------- | --------- | --------- | --------- | ----------- | ------------- | --------- | ---------- |
| Именительный | mesto     | mestá     | srdce     | srdcia    | vysvedčenie | vysvedčenia   | dievča    | dievčaťá   |
| Родительный  | mesta     | miest     | srdca     | sŕdc      | vysvedčenia | vysvedčení    | dievčaťa  | dievčat    |
| Дательный    | mestu     | mestám    | srdcu     | srdciam   | vysvedčeniu | vysvedčeniam  | dievčaťu  | dievčatám  |
| Винительный  | mesto     | mestá     | srdce     | srdcia    | vysvedčenie | vysvedčenia   | dievča    | dievčaťá   |
| Творительный | mestom    | mestami   | srdcom    | srdcami   | vysvedčením | vysvedčeniami | dievčaťom | dievčatami |
| Местный      | meste     | mestách   | srdci     | srdciach  | vysvedčení  | vysvedčeniach | dievčati  | dievčatách |

#### Имя прилагательное
Как и существительные прилагательные характеризуются категориями рода, числа и падежа. Признак одушевлённости / неодушевленности может рассматриваться как компонент рода, так и как самостоятельная категория.
С точки зрения семантики, словацкие прилагательные делятся на качественные (akostné) и относительные (vzťahové). Выделяют формы притяжательных прилагательных. Противопоставления полных и кратких форм прилагательных отсутствует.
Склонение прилагательных на примере слов nový (твёрдая разновидность) «новый» и cudzí (мягкая разновидность) «чужой»:
| Падеж        | Падеж        | Единственное число | Единственное число | Единственное число | Множественное число      | Множественное число                           |
| Падеж        | Падеж        | Мужской род        | Средний род        | Женский род        | Мужской одушевлённый род | Мужской неодушевлённый, женский и средний род |
| ------------ | ------------ | ------------------ | ------------------ | ------------------ | ------------------------ | --------------------------------------------- |
| Именительный | Именительный | nový/cudzí         | nové/cudzie        | nová/cudzia        | noví/cudzí               | nové/cudzí                                    |
| Родительный  | Родительный  | nového/cudzieho    | nového/cudzieho    | novej/cudzej       | nových/cudzích           | nových/cudzích                                |
| Дательный    | Дательный    | novému/cudziemu    | novému/cudziemu    | novej/cudzej       | novým/cudzím             | novým/cudzím                                  |
| Винительный  | неодуш.      | nový/cudzí         | nové/cudzie        | novú/cudziu        | nových/cudzích           | nové/cudzí                                    |
| Винительный  | одуш.        | nového/cudzieho    | nové/cudzie        | novú/cudziu        | nových/cudzích           | nové/cudzí                                    |
| Творительный | Творительный | novým/cudzím       | novým/cudzím       | novou/cudzou       | novými/cudzími           | novými/cudzími                                |
| Местный      | Местный      | novom/cudzom       | novom/cudzom       | novej/cudzej       | nových/cudzích           | nových/cudzích                                |

Для качественных прилагательных характерны особые склоняемые формы степеней сравнения: прилагательные положительной степени и образуемые от них прилагательные сравнительной и превосходной степеней. Степени сравнения образуются морфологическим (суффиксальным) и аналитическим (описательным) способами:
1. При морфологическом способе сравнительная степень прилагательных образуется при помощи суффиксов -š- и -ejš- и окончаний, прибавляемых к основе положительной степени: prázdny «пустой» — prázdnejší, tvrdý «твёрдый» — tvrdší. У прилагательных с суффиксами -k-, -ek-, -ok- сравнительная степень образуется присоединением -š- к корню: sladký «сладкий» — sladší, široký «широкий» — širší. Для ряда прилагательных отмечаются формы как с суффиксом -ejš-, так и -š-: vlhký «влажный» — vlhší / vlhkejší. При прибавлении суффикса -š- долгий гласный в корне или дифтонг сокращается: krátký «короткий» — kratší. Некоторые прилагательные имеют супплетивные формы сравнительной степени: dobrý «хороший» — lepší; velký «большой» — väčší, pekný «красивый» — krajší. Превосходная степень образуется прибавлением префикса naj- к форме прилагательного сравнительной степени: slabý «слабый» — slabší — najslabší; mocný «сильный» — mocnejší — najmocnejší; dobrý — lepší — najlepší;
2. При аналитическом способе сравнительная степень прилагательных образуется сочетанием положительной степени прилагательного со словом viac (от veľa «много»): ustatý — viac ustatý. Превосходная степень образуется сочетанием положительной степени прилагательного со словом najviac: najviac ustatý. Аналитическим способом образуется так называемая уменьшительная степень — сочетанием положительной степени прилагательного со словами menej и najmenej: rozumný, menej rozumný и najmenej rozumný[216][217].

Притяжательные прилагательные образуются только от существительных мужского (при помощи суффикса -ov-) или женского (при помощи суффикса -in-) родов. В случае с существительными среднего рода или субстантивированными прилагательными принадлежность выражается родительным падежом (kabát dievčata «пальто девочки», Vajanského nábrežie «набережная Ваянского»).
Склонение притяжательных прилагательных на примере слова otcov «отцовский»:
| Падеж        | Падеж        | Единственное число | Единственное число | Единственное число | Множественное число      | Множественное число                           |
| Падеж        | Падеж        | Мужской род        | Средний род        | Женский род        | Мужской одушевлённый род | Мужской неодушевлённый, женский и средний род |
| ------------ | ------------ | ------------------ | ------------------ | ------------------ | ------------------------ | --------------------------------------------- |
| Именительный | Именительный | otcov              | otcovo             | otcova             | otcovi                   | otcove                                        |
| Родительный  | Родительный  | otcovho            | otcovho            | otcovej            | otcových                 | otcových                                      |
| Дательный    | Дательный    | otcovmu            | otcovmu            | otcovej            | otcovým                  | otcovým                                       |
| Винительный  | неодуш.      | otcov              | otcovo             | otcovu             | otcových                 | otcove                                        |
| Винительный  | одуш.        | otcovho            | otcovo             | otcovu             | otcových                 | otcove                                        |
| Творительный | Творительный | otcovým            | otcovým            | otcovou            | otcovými                 | otcovými                                      |
| Местный      | Местный      | otcovom            | otcovom            | otcovej            | otcových                 | otcových                                      |

В словацком сохранилось лишь несколько кратких прилагательных: rád, rada, rado; dlžen, dlžna, dlžno; hoden, hodna, hodno; vinen, vinna.

#### Числительное
Словацкие числительные делятся на количественные (základné), порядковые (řadové), собирательные (skupinové), многократные (násobné) и видовые (druhové). Для них характерны изменения по роду и падежам, в некоторых случаях и по числам (для слова jeden «один»).
Количественные и порядковые числительные, состоящие из названий десятков и единиц, могут образовываться двумя способами: общеупотребительным — сложением вида «десяток + единица» (dvadsaťjeden «двадцать один») или менее распространённым — сложением вида «единица + союз a „и“ + десяток» (jedenadvadsať).
Собирательные числительные употребляются с существительными pluralia tantum (dvanástoro šiat «двенадцать платьев»),
с существительными, обычно обозначающих пары (dvoje očú «два глаза»), с существительными, обозначающими предметы из связанных множеств (dvoje zápaliek «две спички») и т. п.
Многократные числительные обозначают, сколько раз повторяется действие или явление. В книжном стиле многократные числительные образуются при помощи морфемы -krát (dvakrát «дважды», desaťkrát «десять раз», miliónkrát «миллион раз»), а в разговорном и художественном стилях сочетанием количественного числительного и слова ráz (dva razy, desať ráz, milión ráz).
Видовые числительные: dvojaký «двоякий», dvojako «двояко», desatoraký, desatorako «десяти видов».
Числительные от одного до двадцати одного:
|    | Количественные                                      | Порядковые                      | Собирательные |
| -- | --------------------------------------------------- | ------------------------------- | ------------- |
| 1  | jeden (муж. род), jedna (жен. род), jedno (ср. род) | prvý                            | jedni, jedny  |
| 2  | dva (муж. род), dve (жен. и ср. род)                | druhý                           | dvoje         |
| 3  | tri                                                 | tretí                           | troje         |
| 4  | štyri                                               | štvrtý                          | štvoro        |
| 5  | päť                                                 | piaty                           | pätoro        |
| 6  | šesť                                                | šiesty                          | šestoro       |
| 7  | sedem                                               | siedmy                          | sedmoro       |
| 8  | osem                                                | ôsmy                            | osmoro        |
| 9  | deväť                                               | deviaty                         | devätoro      |
| 10 | desať                                               | desiaty                         | desatoro      |
| 11 | jedenásť                                            | jedenásty                       |               |
| 12 | dvanásť                                             | dvanásty                        | dvanástoro    |
| 13 | trinásť                                             | trinásty                        |               |
| 14 | štrnásť                                             | štrnásty                        |               |
| 15 | pätnásť                                             | pätnásty                        |               |
| 16 | šestnásť                                            | šestnásty                       |               |
| 17 | sedemnásť                                           | sedemnásty                      |               |
| 18 | osemnásť                                            | osemnásty                       |               |
| 19 | devätnásť                                           | devätnásty                      |               |
| 20 | dvadsať                                             | dvadsiaty                       |               |
| 21 | dvadsaťjeden, jedenadvadsať                         | dvadsiaty prvý, jedenadvadsiaty |               |

Числительные от тридцати до миллиарда:
|        | Количественные         | Порядковые   | Собирательные |
| ------ | ---------------------- | ------------ | ------------- |
| 30     | tridsať                | tridsiaty    |               |
| 40     | štyridsať, meru (арх.) | štyridsiaty  |               |
| 50     | päťdesiat              | päťdesiaty   |               |
| 60     | šesťdesiat             | šesťdesiaty  |               |
| 70     | sedemdesiat            | sedemdesiaty |               |
| 80     | osemdesiat             | osemdesiaty  |               |
| 90     | deväťdesiat            | deväťdesiaty |               |
| 100    | sto                    | stý          | storo         |
| 200    | dvesto                 | dvojstý      |               |
| 300    | tristo                 | trojstý      |               |
| 400    | štyristo               | štvorstý     |               |
| 500    | päťsto                 | päťstý       |               |
| 600    | šesťsto                | šesťstý      |               |
| 700    | sedemsto               | sedemstý     |               |
| 800    | osemsto                | osemstý      |               |
| 900    | deväťsto               | deväťstý     |               |
| 1000   | tisíc                  | tisíci       | tisícoro      |
| 2000   | dvetisíc               | dvojtisíci   |               |
| 1 млн  | milión                 | miliónty     |               |
| 1 млрд | miliarda               | miliardtý    |               |

Склонение числительного «один»:
| Падеж        | Падеж        | Единственное число | Единственное число | Единственное число | Множественное число      | Множественное число                            |
| Падеж        | Падеж        | Мужской род        | Средний род        | Женский род        | Мужской одушевлённый род | Мужской неодушевлённый, женский и средний роды |
| ------------ | ------------ | ------------------ | ------------------ | ------------------ | ------------------------ | ---------------------------------------------- |
| Именительный | Именительный | jeden              | jedno              | jedna              | jedni                    | jedny                                          |
| Родительный  | Родительный  | jedného            | jedného            | jednej             | jedných                  | jedných                                        |
| Дательный    | Дательный    | jednému            | jednému            | jednej             | jedným                   | jedným                                         |
| Винительный  | неодуш.      | jeden              | jedno              | jednu              | jedných                  | jedny                                          |
| Винительный  | одуш.        | jedného            | jedno              | jednu              | jedných                  | jedny                                          |
| Творительный | Творительный | jedným             | jedným             | jednou             | jednými                  | jednými                                        |
| Местный      | Местный      | jednom             | jednom             | jednej             | jedných                  | jedných                                        |

Порядковые, видовые и кратные числительные, которые сходны с формой прилагательных, склоняются по типу прилагательного nový «новый», исключение составляют числительные tretí «третий», tisíci «тысячный», склоняющиеся по типу cudzí «чужой».

#### Местоимение
Словацкие местоимения делят на шесть разрядов:
- личные (osobné):
  - основные: ja «я», ty «ты», my «мы»;
  - притяжательные: môj «мой», náš «наш», jeho «его»;
- возвратные (zvratné):
  - основное: seba «себя»;
  - притяжательное: svoj «свой»;
- указательные (ukazovacie): ten «этот», onen «тот», tam «там»;
- вопросительные (opytovacie): kto «кто», čo «что», čí «чей»;
- неопределённые (neurčité): niekto «кто-то», niečo «что-то», nejaký «какой-то»;
- выделительные (vymedzovacie): iný «другой», každý «каждый», sám «сам».

Местоимения характеризуются категориями рода, падежа, числа, у личных и притяжательных местоимений отмечаются изменения по лицам.
У личных местоимений в родительном, дательном, винительном падежах и у возвратного в дательном и винительном падежах сохраняется праславянское различение полных и кратких (энклитических) неударных форм. Краткие формы употребляются в том случае, когда на них не падает логическое ударение. Они не могут находиться в позициях начала предложения и после предлога.
Склонение личных (первого и второго лиц) и возвратного местоимений:
| Падеж        | Единственное число | Единственное число | Множественное число | Множественное число | Возвратное |
| Падеж        | 1-е лицо           | 2-е лицо           | 1-е лицо            | 2-е лицо            | Возвратное |
| Падеж        | Я                  | Ты                 | Мы                  | Вы                  | Себя       |
| ------------ | ------------------ | ------------------ | ------------------- | ------------------- | ---------- |
| Именительный | ja                 | ty                 | my                  | vy                  | —          |
| Родительный  | mňa, ma            | teba, ťa           | nás                 | vás                 | seba       |
| Дательный    | mne, mi            | tebe, ti           | nám                 | vám                 | sebe, si   |
| Винительный  | mňa, ma            | teba, ťa           | nás                 | vás                 | seba, sa   |
| Творительный | mnou               | tebou              | nami                | vami                | sebou      |
| Местный      | mne                | tebe               | nás                 | vás                 | sebe       |

Склонение личных местоимений третьего лица:
| Падеж        | Единственное число       | Единственное число       | Единственное число | Множественное число | Множественное число | Множественное число | Множественное число |
| Падеж        | Мужской род              | Средний род              | Женский род        | Мужской род         | Мужской род         | Средний род         | Женский род         |
| Падеж        | Он                       | Оно                      | Она                | Они                 | Они                 | Они                 | Они                 |
| ------------ | ------------------------ | ------------------------ | ------------------ | ------------------- | ------------------- | ------------------- | ------------------- |
| Именительный | on                       | ono                      | ona                | одуш.               | oni                 | ony                 | ony                 |
| Именительный | on                       | ono                      | ona                | неодуш.             | ony                 | ony                 | ony                 |
| Родительный  | jeho, ho, neho, -ňho, -ň | jeho, ho, neho, -ňho, -ň | jej, nej           | ich, nich           | ich, nich           | ich, nich           | ich, nich           |
| Дательный    | jemu, mu, nemu           | jemu, mu, nemu           | jej, nej           | im, nim             | im, nim             | im, nim             | im, nim             |
| Винительный  | jeho, ho, neho, -ňho, -ň | ho, -ň                   | ju, ňu             | одуш.               | ich, nich           | ich, ne             | ich, ne             |
| Винительный  | jeho, ho, neho, -ňho, -ň | ho, -ň                   | ju, ňu             | неодуш.             | ich, ne             | ich, ne             | ich, ne             |
| Творительный | ním                      | ním                      | ňou                | nimi                | nimi                | nimi                | nimi                |
| Местный      | ňom                      | ňom                      | nej                | nich                | nich                | nich                | nich                |

Формы местоимений 3-го лица с начальным мягким n употребляются после предлогов: od neho «от него», s ňou «с ней», k nim «к ним» и т. п. Формы местоимений -ňho, -ň употребляются с предлогами, оканчивающимися на гласный: doňho, doň «до него», uňho «у него», oň «об него», «о нём» и т. п. Кроме того существуют такие формы, как cezeň «через него», nadeň «над ним», podeň «под него», «под ним», predeň «перед ним».

#### Глагол
У словацкого глагола выделяют категории вида, наклонения, времени, лица, числа, залога и рода.
Возвратные глаголы образуются при помощи частиц sa и si.
Как и в других славянских языках, в словацком у глагола имеется две основы — основа настоящего времени (prézentný kmeň) и основа инфинитива (infintívný kmeň).
Вид
Глаголы бывают двух видов: совершенного (dokonavý vid) и несовершенного (nedokonavý vid).
Залог
В словацком языке выделяют два залога: действительный (činný rod) и страдательный (trpný rod). Маркированным является страдательный залог, представляющий собой либо конструкции из страдательных причастий и личных форм вспомогательного глагола byť «быть» (som zvolený «я избран»), либо конструкции с возвратным компонентом sa (pole sa orie «поле вспахивается»).
Спряжения
В соответствии с тематическими морфемами, словацкие глаголы делят на 5 классов (trieda), которые в свою очередь делятся на 14 типов (vzor):
- I класс: тематическая морфема -á-/-aj- (chytať «ловить»);
- II класс: тематическая морфема -ie-/-ej- (rozumieť «понимать»);
- III класс: тематическая морфема -ie-/-ø- (niesť «нести», hynúť «погибать», trieť «тереть», brať «брать»);
- IV класс: тематическая морфема -e-/-ø- (česať «чесать», žať «жать», chudnúť «худеть», žuť «жевать», pracovať «работать»);
- V класс: тематическая морфема -í-/-ø- (robiť «делать», vidieť «видеть», kričať «кричать»).

| Лицо и число       | I класс | II класс  | III класс | III класс | III класс | III класс |
| Лицо и число       | I тип   | II тип    | III тип   | IV тип    | V тип     | VI тип    |
| ------------------ | ------- | --------- | --------- | --------- | --------- | --------- |
| 1-е лицо ед. числа | chytám  | rozumiem  | nesiem    | hyniem    | triem     | beriem    |
| 2-е лицо ед. числа | chytáš  | rozumieš  | nesieš    | hynieš    | trieš     | berieš    |
| 3-е лицо ед. числа | chytá   | rozumie   | nesie     | hynie     | trie      | berie     |
| 1-е лицо мн. числа | chytáme | rozumieme | nesieme   | hynieme   | trieme    | berieme   |
| 2-е лицо мн. числа | chytáte | rozumiete | nesiete   | hyniete   | triete    | beriete   |
| 3-е лицо мн. числа | chytajú | rozumiejú | nesú      | hynú      | trú       | berú      |

| Лицо и число       | IV класс | IV класс | IV класс | IV класс | IV класс  | V класс | V класс  | V класс |
| Лицо и число       | VII тип  | VIII тип | IX тип   | X тип    | XI тип    | XII тип | XIII тип | XIV тип |
| ------------------ | -------- | -------- | -------- | -------- | --------- | ------- | -------- | ------- |
| 1-е лицо ед. числа | češem    | žnem     | chudnem  | žujem    | pracujem  | robím   | vidím    | kričím  |
| 2-е лицо ед. числа | češeš    | žneš     | chudneš  | žuješ    | pracuješ  | robíš   | vidíš    | kričíš  |
| 3-е лицо ед. числа | češe     | žne      | chudne   | žuje     | pracuje   | robí    | vidí     | kričí   |
| 1-е лицо мн. числа | češeme   | žneme    | chudneme | žujeme   | pracujeme | robíme  | vidíme   | kričíme |
| 2-е лицо мн. числа | češete   | žnete    | chudnete | žujete   | pracujete | robíte  | vidíte   | kričíte |
| 3-е лицо мн. числа | češú     | žnú      | chudnú   | žujú     | pracujú   | robia   | vidia    | kričia  |

Кроме того, есть и неправильные глаголы (nepravidelné slovesá), не входящие ни в один из типов: byť «быть», jesť «есть», vedieť «знать», chcieť «хотеть», isť «идти», stáť «стоять», báť sa «бояться» (последние два спрягаются одинаково).
Время
Различаются четыре времени: прошедшее, давнопрошедшее время, настоящее и будущее.
Настоящее время образуется прибавлением личных окончаний к основе настоящего времени глагола: в единственном числе — 1-е лицо -m, 2-е лицо -š, 3-е лицо -ø; во множественном числе — 1-е лицо -me, 2-е лицо -te, 3-е лицо -ú / -u, -ia / -a.
Прошедшее время образуется сложным образом: его формы состоят из l-причастия и вспомогательного глагола byť в форме настоящего времени. В третьем лице вспомогательный глагол не ставится. Спряжение глагола byť «быть» в прошедшем времени: bol som, bola som, bolo som, boli sme и т. д.
Формы давнопрошедшего времени состоят из l-причастия и вспомогательного глагола byť в форме прошедшего времени. Спряжение глагола urobiť «сделать» в давнопрошедшем времени: bol som urobil, bola som urobila, bolo som urobilo, boli sme urobili и т. д.
Будущее время глаголов совершенного вида (простое) образуется идентично настоящему: robím «делаю» — urobím «сделаю». Будущее от глаголов несовершенного вида (составное) образуется присоединением к особым формам вспомогательного глагола byť инфинитива основного глагола. Спряжение глагола robiť «делать» в будущем времени:
| Лицо     |             |              |
| Лицо     | Ед. число   | Мн. число    |
| -------- | ----------- | ------------ |
| 1-е лицо | budem robiť | budeme robiť |
| 2-е лицо | budeš robiť | budete robiť |
| 3-е лицо | bude robiť  | budú robiť   |

Наклонения
В словацком языке различают три наклонения: изъявительное (indikatív), сослагательное (kondicionál) и повелительное (imperatív).
Формы сослагательного наклонения настоящего времени состоят из l-причастия, частицы by и вспомогательного глагола byť в форме настоящего времени. Спряжение глагола byť в сослагательном наклонении настоящего времени: bol by som, bola by som, bolo by som, boli by sme и т. д.
Сослагательное наклонение прошедшего времени отличается тем, что в его формах вспомогательный глагол byť стоит в прошедшем времени. Спряжение глагола robiť в сослагательном наклонении прошедшего времени: bol by som robil, bola by som robila, bolo by som robilo, boli by sme robili и т. д.
Формы повелительного наклонения единственного числа образуются от основы настоящего времени при помощи нулевого окончания или окончания -i, в случае, если основа заканчивается на группу согласных (кроме групп sť, šť, žď, mč, nč, jč, rč). Ряд глаголов образует неправильные формы повелительного наклонения: byť — buď «будь», jesť — jedz «ешь». Формы повелительного наклонения множественного числа образуются от формы единственного числа путём прибавления окончаний -me (1-е лицо) и -te (второе лицо).
Неличные формы
Инфинитивы всех глаголов образуются при помощи суффикса -ť: môcť «мочь», brať «брать», niesť «нести», rozumieť «понимать».
В словацком функционирует только одно деепричастие (prechodník), образующееся у глаголов несовершенного вида от основы настоящего времени при помощи суффиксов -úc (-uc после долгого слога) и -iac (-ac после долгого слога): nesúc «неся», berúc «беря», súc «существуя, будучи», robiac «делая», vediac «зная». Деепричастия используются только в книжном словацком языке, в живой речи они отсутствуют.
Действительное причастие настоящего времени образуется у глаголов несовершенного вида от основы настоящего времени при помощи суффиксов -úci, -úca, -úce (долгое ú не сокращается даже после слога с долгой гласной) и -iaci, -iaca, -iace/ -aci, -aca, -ace: berúci, -a, -e «берущий», «-ая», «-ее»; robiaci, -a, -e «делающий», «-ая», «-ае».
Действительное причастие прошедшего времени образуется у глаголов несовершенного вида от основы инфинитива при помощи суффикса -vší, -všia, -všie: vzavší, -ia, -ie «взявший», «-ая», «-ее». Образование таких причастий возможно только у глаголов, чья основа заканчивается на гласный (включая дифтонги).
Страдательное причастие образуется при помощи суффиксов -tý, -tá, -té и -ný, -ná, -né/ -ený, -ená, -ené: robený, -á, -é «деланный», «-ая», «-ае»; mletý, -á, -é «молотый», «-ая», «-ае».

#### Наречие
В словацком языке различают наречия места, времени, образа действия, меры и степени и ряд других. Особую группу составляют наречия состояния и модальные.
Наречия образуются от прилагательных с помощью суффиксов -e (в основном, от прилагательных на -ovitý, -itý, -ný), -o (в основном, от прилагательных на -tý, -lý, -ký, -hý, -chý, -mý, -bý, -pý, -vý, -sý), -y и -sky (от прилагательных на -ský). Формы сравнительной степени совпадают с формами среднего рода сравнительной степени прилагательных. От ряда наречий сравнительная степень образуется супплетивно: dobre — lepšie, zle — horšie, ďaleko — ďalej. Превосходная степень образуется путём присоединения к форме сравнительной степени префикса naj-.

#### Предлоги
Предлог — неизменяемая часть речи, служащая для осуществления подчинительной синтаксической связи внутри словосочетания и предложения (предлоги сочетаются при этом с падежными формами имён существительных и местоимений): pod stolom «под столом»; na stole «на столе»; nad stolom «над столом»; v škole «в школе»; zo zeme «с земли» и т. д. Предлоги делятся на первичные (o «о», do «до», za «за») и вторичные, или производные (neďaleko «недалеко от», vďaka «благодаря»). Производные предлоги в свою очередь делятся на простые (spomedzi «среди»), сложные (kvôli «из-за») и составные (na základe «на основании»).

#### Союзы
Союз — неизменяемая часть речи, служащая для соединения членов предложения и предложений. Союзы делятся на сочинительные (например, a «и», ale «но», i, aj «и», alebo
«или») и подчинительные (например, aby «чтобы», že «что», ak «если», keby «если бы»).

#### Частицы
Частица — неизменяемая часть речи, служащая в словацком языке для передачи различных смысловых и модальных оттенков, выражения субъективного отношения говорящего к высказыванию: bár
«если бы», «хоть»; bodaj «если бы»; nech, kiež «пусть» и т. д.

#### Междометия
В словацком языке употребляются такие междометия, как ach «ах», «ох», ejha «ого», fuj «фу», «тьфу», hybaj «айда», «пошёл» и т. д., особую группу образуют звукоподражательные междометия: bác «бац», bum «бух», «бум», čľup «бултых», «шлёп» и другие.

#### Словообразование
К основным способам словообразования в словацком языке относятся аффиксация, субстантивация прилагательных и причастий, словосложение и аббревиация.

### Синтаксис
Простое предложение в словацком языке может быть односоставным (Prší «Идёт
дождь») и двусоставным (Otec je chorý «Отец болен»). Среди второстепенных членов предложения выделяется так называемое «второе сказуемое» (doplnok), зависящее как от глагола-сказуемого, так и от подлежащего или дополнения: Brat prišiel unavený «Брат пришёл усталым». Словацкому присущи такие синтаксические черты, как обязательное употребление глагола-связки byť «быть», в том числе и в настоящем времени (Sestra je učiteľka «Сестра работает учительницей»), и необязательное употребление личных местоимений перед глаголом (Pracujem na vysokej škole «Я работаю в вузе»).
Порядок слов в предложении определяют несколько факторов. Основным из них является смысловой (расположение слов по их смысловой нагрузке — слова, выделяемые логическим ударением, ставятся во второй части предложения, менее значимые слова — в первой: Chlapec píše list «Мальчик пишет письмо», List píše chlapec «Письмо пишет мальчик»). Также отмечаются грамматический и ритмический факторы. Первый из них имеет значение в основном для установление места определения при существительном. Определение в этом случае предшествует определяемому (biela stena «белая стена»), порядок членов предложения строится по схеме: подлежащее — сказуемое — дополнение, в эмоционально-экспрессивных высказываниях подлежащее следует за сказуемым или дополнением. Ритмический фактор является важным при определении порядка расположения энклитик — они ставятся после первого ударного слова, словосочетания или придаточного предложения. В случае употребления нескольких энклитик они располагаются в следующем порядке: частица by, личные формы вспомогательного глагола byť, возвратные частицы sa, si и формы местоимений.
В категории сложных предложений выделяют сложноподчинённые и сложносочинённые.
Сложноподчинённое предложение характеризуется подчинительной связью между простыми предложениям, состоит из главного и придаточного предложений. Различают несколько типов придаточных предложений: дополнительные, определительные и т. д. Зависимость придаточной части от главной выражена в числе прочего союзами и союзными словами.
Простые предложения в составе сложносочинённого предложения соединяются сочинительной связью, которая оформляется соединительными, усилительными, противительными, разделительными, причинно-следственными и пояснительными смысловыми отношениями.

### Лексика
Основой словарного состава словацкого языка является праславянский лексический фонд. В разные периоды развития словацкого языка его лексика пополнялась заимствованиями из более чем 30 языков.
К наиболее древним заимствованиям относятся латинские, немецкие и венгерские. Вследствие длительных межъязыковых контактов немецкие и венгерские заимствования проникали в словацкий язык в дальнейшем с разной степенью интенсивности в течение многих веков. Наибольшее влияние в области лексики на словацкий из западноевропейских языков оказал английский, он остаётся основным источником заимствований и в настоящее время. Кроме того, в словарный состав словацкого языка проникали заимствования из румынского, французского, итальянского и других языков. Из славянских языков больше всего заимствований пришло из чешского языка; в меньшей степени, чем чешский, на лексику словацкого оказал влияние русский язык, а также польский, болгарский и сербохорватский.
Среди латинских заимствований отмечаются такие, как diabol «дьявол», omša «месса», škola «школа», árenda «аренда», dežma «десятина», oficiál «чиновник канцелярии», vakácie «каникулы» и многие другие.
Первые заимствования из древненемецкого стали проникать в словацкий уже в IX—X веках. Зачастую, эти заимствования в немецком также не были исконными, а пришли из латыни: например, mních «монах» < др.-в.-нем. munih < лат. monicus, košeľa «рубашка» < др.-в.-нем. kosele < лат. cosula. Основная масса германизмов пришла в словацкий вместе с немецкими колонистами в XII—XIV веках. Как правило, это лексика, относящаяся к различным сферам экономики и общественной жизни: например, gróf «граф», rytier «рыцарь», hoblík «рубанок», pančucha «чулок», handel «торговля». Позднее значительный приток заимствований из немецкого отмечался в XV—XVII веках.
Венгерские заимствования стали попадать в словацкий с XII века, и относятся они, в основном, к повседневной жизни, например, belčov «колыбель», kepeň «плащ», korbáč «плеть».
В XIV—XV веках в словацкий попало некоторое количество слов валашского происхождения. Как правило, это «карпатизмы» — слова, распространившиеся из языка пастухов-валахов. Например, bryndza «брынза», salaš «шалаш», valach «овчар».
Большое число слов проникло в словацкий из чешского языка. К чешским заимствованиям, проникавшим в словацкий с XIV века, относятся слова самых различных сфер жизни: četník «жандарм», dôverník «доверенный», otázka «вопрос», udalosť «событие», všeobecný «всеобщий» и многие другие.
Сравнительно большое число русизмов появилось в словацком языке в XIX веке: trud «труд»; činovník «чиновник»; dejatel’ «деятель»; duma «дума»; rozpoloženie «настроение», «состояние»; blahodarný «благотворный»; iskrenný «искренний»; celovat’ «целовать». Значительная часть русских заимствований в настоящее время в словацком литературном языке не употребляется.
К английским заимствованиям, представляющим науку, технику, спорт, массовую культуру и многое другое, относятся: džez «джаз», interview «интервью», víkend «уик-энд», futbal «футбол», klub «клуб» и т. п. Из французского языка в словацкий пришли такие слова, как aféra «афера», dekoltáž «декольте», hotel «гостиница», móda «мода» и другие. Из итальянского языка заимствованы слова, представляющие чаще всего музыкальную терминологию: adagio «адажио», bas «бас», intermezzo «интермеццо» и т. п.

## История изучения
Первые попытки изучения словацкого языка отмечаются на рубеже XVIII—XIX веков, когда начинают появляться гипотезы о происхождении словаков и словацкого языка таких учёных, как М. Бел, П. Й. Шафарик, А. Бернолак, Л. Штур и других. Стремление словаков к литературно-письменной самостоятельности приводит к появлению работ А. Бернолака и Л. Штура, которые можно рассматривать как первые научные описания словацкого языка.
Изучение словацкого языка привлекает со второй половины XIX века всё больше исследователей, в XX веке словацкий язык становится объектом всестороннего исследования, толчком к этому послужило в том числе и создание независимого государства чехов и словаков. Научно-исследовательским центром изучения словацкого языка стал основанный в 1943 году, Институт языкознания Людовита Штура Словацкой академии Наук (Jazykovedný ústav Ľudovíta Štúra Slovenskej akadémie vied).
Исследованиями истории словацкого языка занимались Л. Штур, С. Цамбел, Я. Станислав, Э. Паулини, Р. Крайчович, Л. Новак, Л. Двонч, Я. Доруля, Л. Н. Смирнов и многие другие. Одной из важнейших исторических работ стала «История словацкого языка» (Dejiny slovenského jazyka, I—V, 1956—1974) Я. Станислава. Также большое значение имели работы Э. Паулини по истории фонологии и литературного языка — «Фонологическое развитие словацкого языка» (Fonologický vývin slovenčiny, 1963) и Dejiny spisovnej slovenčiny od začiatkov po súčasnosť (1983), а также работа Й. Ружички по истории словацкого языка в XX веке — Spisovná slovenčina v Československu (1970). Изданы многочисленные исследования, посвящённые деятелям словацкого национального движения, кодификаторам словацкого литературного языка, в частности, Bernolákovo jazykovedné dielo К. Габовштяковой (1968).
Из исследований разных уровней словацкого языка отмечаются работы А. Краля, А. В. Исаченко, Я. Горецкого, Я. Двончовой, Г. Йенча, Э. Паулини (фонология), Л. Двонча, Я. Оравца, Й. Мистрика, Й. Ружички, Я. Качалы (морфология), Я. Оравца, Е. Байзиковой (синтаксис) и т. д.
В области лексикологии и лексикографии значительными работами стали: издание «Словарь словацкого языка» (Slovník slovenského jazyka, I—VI, 1959—1968), издание специализированных словарей по терминологии, этимологии и т. д.
Значимые исследования в области словацкой диалектологии принадлежат авторству С. Цамбела, В. Важного, Ф. Буффы, П. Ондруса, А. Габовштяка, Й. Штольца, Э. Паулини, Я. Станислава, Р. Крайчовича, И. Рипки и других. Важным этапом в развитии словацкой диалектологии стало составление Атласа словацкого языка (1968—1984).

## Пример текста
Фрагмент поэмы Само Халупки «Mor ho!» (1864):
Zleteli orly z Tatry, tiahnu na podolia,

ponad vysoké hory, ponad rovné polia;

preleteli cez Dunaj, cez tú šíru vodu,

sadli tam za pomedzím slovenského rodu.

Duní Dunaj a luna za lunou sa valí:

nad ním svieti pevný hrad na vysokom bralí.

Pod tým hradom Riman—cár zastal si táborom:

belia sa rady šiatrov ďalekým priestorom.

Pokraj táboru sedí cár na zlatom stolci;

okol neho cárska stráž, tuhí to paholci;

a pred cárom družina neveliká stojí:

sú to cudzí víťazi, každý v jasnej zbroji.

Pobelavé kaderie šije im obtáča,

modré ich oči bystro v okolo si páča.

Rastom sú ako jedle, pevní ako skala,

zdalo by sa ti, že ich jedna mater mala.